# Distrito de Ocros (Áncash)
El distrito de Ocros es uno de los diez que conforman la provincia homónima, ubicada en el departamento de Áncash en el Perú. Limita por el Norte con los distritos de Congas, Huayllacayán y Cajamarquilla; por el Sur, con los de Cochas y Choque; por el Este con los de Chilcas y Acas; y por el Oeste con los de Copa y Choque. Fue creado mediante un decreto supremo en 1825, tras la Independencia del país, que fue ratificado el 2 de enero de 1857 durante el gobierno del mariscal Ramón Castilla.

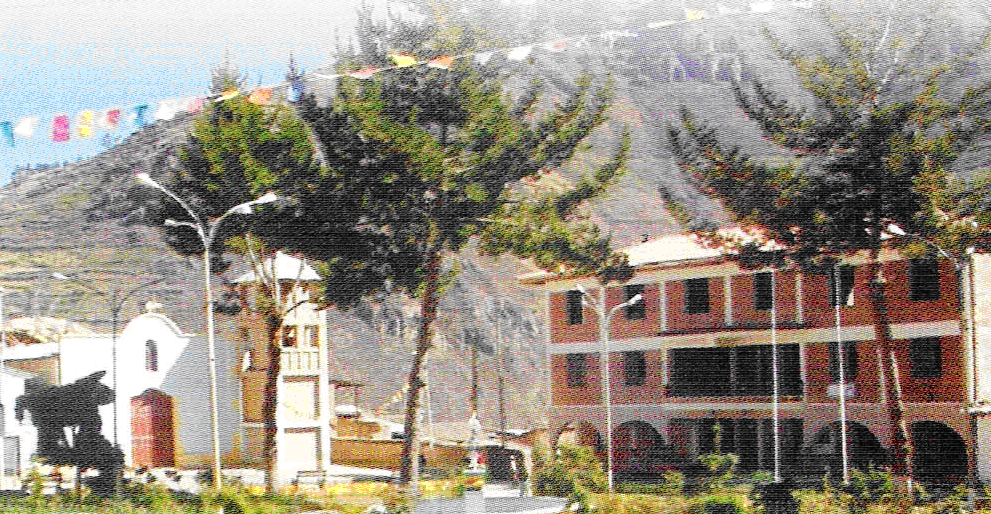
Vista de la plaza Mayor de Ocros, la capital distrital, con sus característicos pinos.

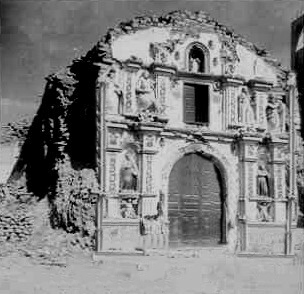
Ruinas de la antigua iglesia colonial de Santo Domingo de Guzmán, luego del terremoto de Áncash de 1970.

## Toponimia

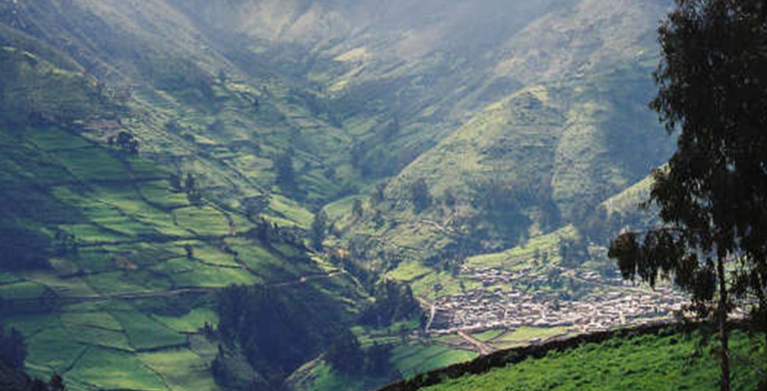
Vista:Yanameco-Campanakaka, Ocros.

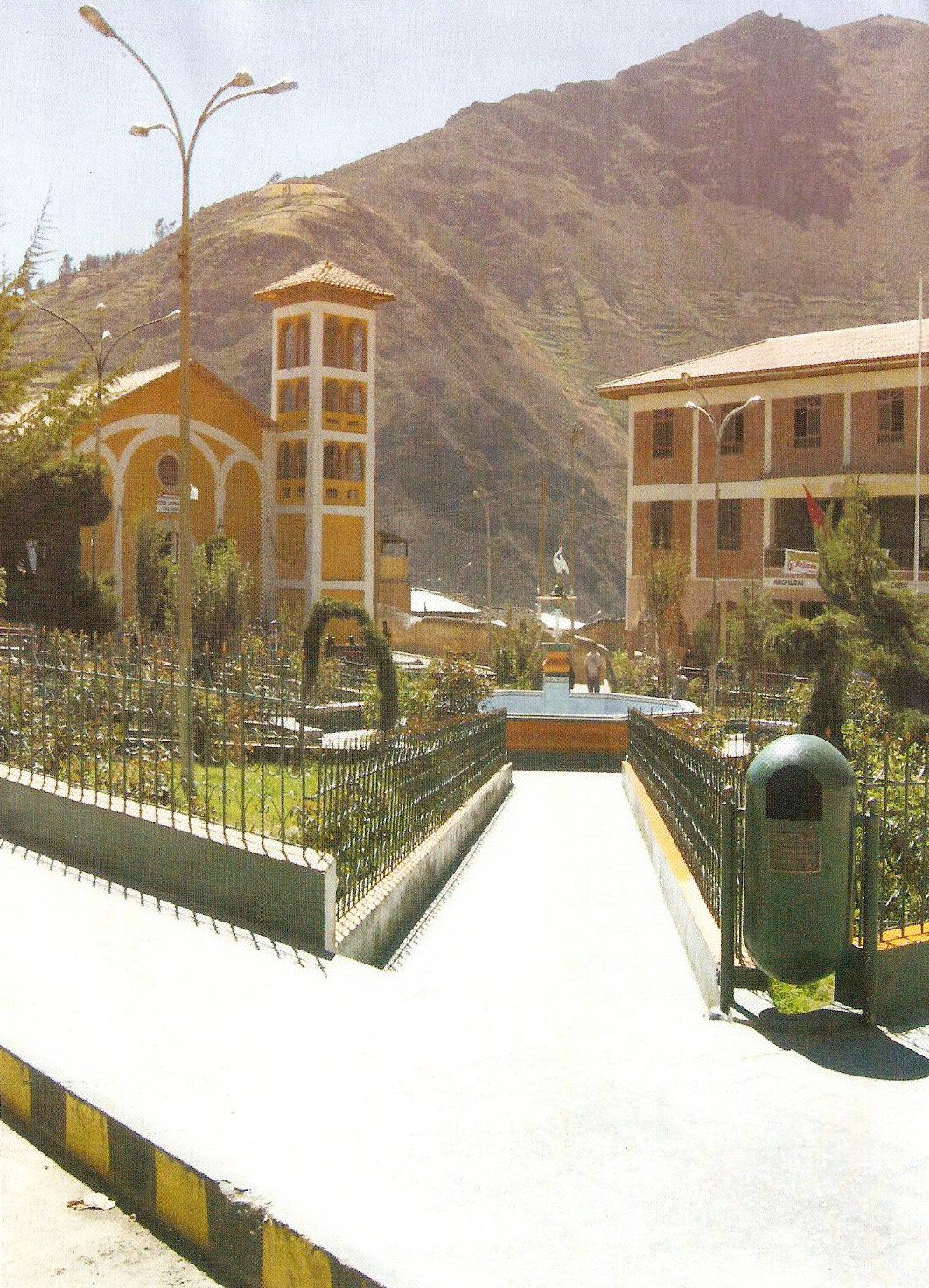
Plaza de Arma y iglesia de Ocros.

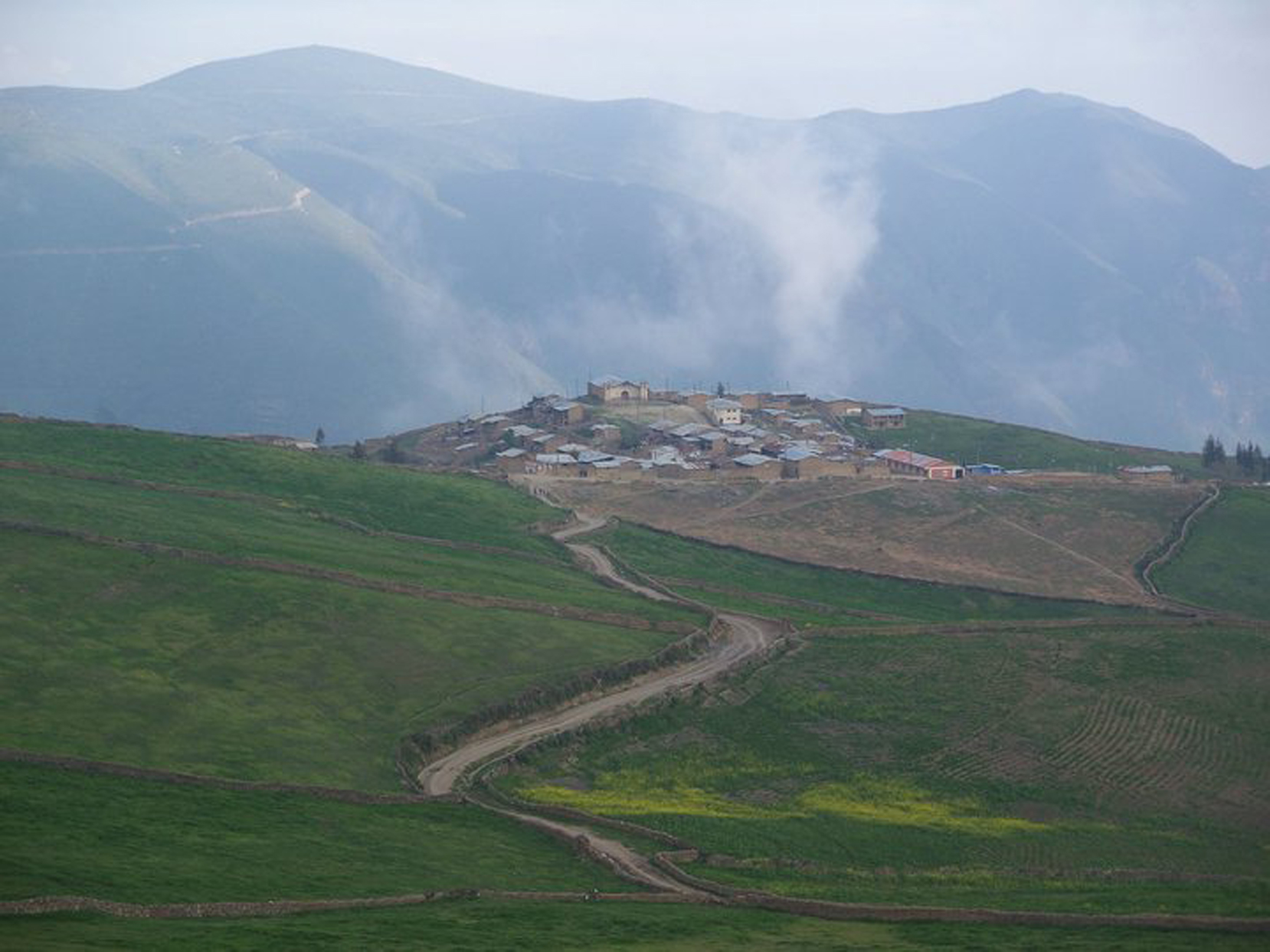
Vista: Bellavista (Ocros, Perú

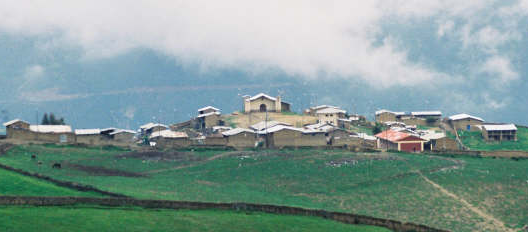
Vista:Bellavista, Ocros.

La toponimia autóctona antigua viene del grupo étnico ocros o ucrus. La conjetura moderna de la toponimia dice  que Ocros proviene de ucru, uecru, pues el pueblo está situado en una hoyada u hondonada al pie del cerro de Marca y los españoles que la registraron, por su facilidad de pronunciación lo llamaron Ocros. Se constata que ukru significa "hoyo", "pozo"; además implica semánticamente, concavidad, hondonada y ukrus puede entenderse como aumentativo de hoyo, si cabe:  hoyón, i.e.  concavidad acentuada.

## Geografía
- La geografía del área territorial de Ocros es medianamente accidentado, pero sus suelos son fértiles de textura franco, con un pH entre 6 a 7.5 óptimas para la agricultura y fruticultura(desde la zona de Soledad, rincón, Florida, Lachas, Aysha, Tararure, Corte, Membrillo y Ayar.

### Ubicación
- La ciudad de Ocros se encuentra a una altitud de 3.230 m s. n. m., mientras que el distrito de Ocros, está ubicada en el valle del Río Grande y del Río Chico que riegan ambos márgenes los predios de la zonaJanque alto y bajo.

### Límites
Sus límites  territoriales oficiales son:
- Por el norte limita con Congas y Cajamarquilla
- Por el noroeste, con San Cristóbal de Raján.
- Por el este colinda con Acas y Chilcas
- Por el oeste, con Villa de Copa y Choque
- Por el noroeste, con Congas y Huayllacayán.
- Por el sur limita con Cochas y Choque.

### Clima
- Por su altitud se encuentra en la región quechua, de un clima templado debido a su accidentada geografía, de acuerdo con la altura que lo caracteriza a la zona andina es favorecida para la agricultura andina en la parte alta, tiene su temporada de lluvias que va desde fines de diciembre hasta fines de abril.
- Su época seca está entre los meses de junio, agosto donde las temperaturas en el día pueden llegar hasta los 26 °C y por las noches pueden descender a -2 °C. dependiendo de los fenómenos atmosféricos de la zona.
- El clima templado son acondicionados por las condiciones atmosféricas que se ven las 03 estaciones bien definidas como el invierno, otoño, primavera y verano.

### Hidrografía
- Ríos: Río Grande nace con el Río de Tingo por pequeños riachuelos y quebradas topográficos que forman laderas, cerros y de la quebrada de Huallac, recorren ambos márgenes izquierda y derecha, los primeros canales es Rancayán que riega una parte terrenos de Oncoy de terrenos de Bellavista, influenciadas por el la acequia de Rancayán

- Río Chico: Riegan ambas margen de izquierda y derecha por la ubicación de sus predios de alfalfares y cultivos agrícolas como cebada, olluco, papa, maíz.

- El riego con el río Grande que sus aguas va a muchas acequias de Rancayán, acequia de Lacchas, acequia de janquí alto y el río Chico sus aguas van a las acequias que atraviesa la ciudad de Ocros, con el fin de generar riegos a los potreros Chinches alto,  Chinches bajo y Ancapa.

- Ocros tiene muchas lagunas situadas en la región andina en la Provincia de Ocros.
- Lagunas: Quebrada Huallac (Laguna Yanacocha, Laguna Quimacocha), Quebrada Chonta(Laguna Yanacocha), Quebrada Cochcopampa (Laguna Jaracocha, Laguna Tacracocha) y otra lagunas como Pucacocha, La Victoria y Yanacocha.
- Laguna Tacracocha: Es una de las lagunas más cercanas de Ocros a 15 km.
- Laguna Yanacocha:Es una laguna que se encuentra cerca de la Mina de Huallac a 18 km. aproximadamente.
- La Laguna Victoria: Se sigue el mismo recorrido que para la laguna de Yanacocha están cercas una de otra.
- Laguna Pucacocha: Se utiliza la carretera que va a la mina de Huallac y luego un desvío de camino de herradura 2 km.
- Laguna de Jaracocha: Se utiliza al carretera que va a Puche que también nos desvía a Tacracocha y luego tenemos que hacer un recorrido de herradura.
- Laguna de Yanacocha y Chucuchanca(pertenecen a Ocros).
  - Es necesario recordar que los distritos actuales de Copa y Congas hasta 1943 y 1945 pertenecían al distrito de Ocros como anexos.

Fuente:1967 Ing.Civil Félix T. León Bazán(Universidad UNI-Perú).
Canales de Riegos
- Parte Baja: Río Grande y Río Chico:  Acequia Ushpacuna, Acequia Caracha Bajo, Acequia Caracha Alto, Acequia Yerbabuena y Acequia Soledad.
- Parte Media: Río Grande y Río Chico: Acequia Rinconada Bajo, Acequia de Rinconada Alto, Acequia de Tararure, Toma de Lacchas, Acequia La Florida, Acequia de Llipllipa y Acequia de Pumahuain.
- Parte Alta 1:Río Grande:Acequia de Curcuy, Acequia de Lirio Pampa, Acequia de Huanqui, Acequia de Uchpacoto, Acequia de Rancayan.
- Parte Alta 2: Río Grande:Acequia de janqui, Acequia Cunuc Bajo, Acequia Cunnuc Alto, Acequia Argandoña (Acequia Tacra).
- Parte Alta 3:  Río Chico: Janqui Alto.Acequia Ancapa, Acequia Manjash, Acequia de Chinches bajo, Acequia de Chinches Alto.

### Topografía y morfología
- La topografía de la parte alta es poco accidentada y el resto forma el típico paisaje de la sierra; se aprecia con toda claridad la necesidad de regular el agua de lluvia para satisfacer la creciente demanda de los campos de cultivos existentes y nuevos en la parte baja por membrillo, Nueva Florida, Tararure.
- La morfología son las depresiones y pliegues geológicos han dado lugar a la formación de reservorios naturales de agua como los que se motiva represar lagunas. Los cerros más altos están alrededor de las lagunas con pequeñas concentraciones de nieves permanentes y ahora casi ya no existe.

- Cerros:Lomas Grande, Lomo Largo, Tantacarhua, Callao, Azul Mina, Mishahuayunca, Condorcayán, Achurrumi, Marca, Yanarranra, Coquetambo y otros cerros.
- Abras: Infiernillo, Sauce, Tararure, Hierba Buena y Caracha.

Perfil del suelo
- Es una capa de roca desintegrada que cubre la corteza terrestre con el pasar de los años, donde pueden desarrollarse las plantas cuando las condiciones de temperatura y humedad son favorables.
- Si hacemos corte vertical en el suelo obtenemos lo que se llama Perfil del Suelo, que son el resultado de la acción de los factores de formación del suelo: Material de origen, el clima, la vegetación, la topografía y la edad. Luego obtendremos los Horizontes A,B.

### Ecología

#### Flora
- Dentro de la Comunidad Campesina Santo Domingo de Ocros, tiene su Biodiversidad un amplio espectro de microclimas, con diversos tipos de vegetación que se hace visible en los meses de abril a mayo de cada años, generalmente en los pajonales de las lagunas, está identificadas más de 325 especies de flora alto andina distribuidas en 150 géneros y 52 familias.

- Existen plantas leguminosas y gramíneas aún no estudiadas ni inventariadas, generalmente observadas en la pampa de la zona de Marca, Choquetambo, zonas de Chinches, en la altura de Rancayán, en la quebrada de LLushe y en la zona de Ayar.

- Ocros, tiene más de 250 especies de flora, más de 65 especies de aves y más 10 especies mamíferos, estas floras, faunas se encuentran alrededor del pueblo de Ocros, Marca, Yanameco, Oncoy, Bellavista, Cashacoto, Lacchas, La Florida, Pampa de Laguna, Rumipuquio, Ayar, Caracha, Hierba Buena y en las lomas pertenecientes a la Comunidad campesina de Ocros (Conocido más antes como la Comunidad Indígena Sto.Domingo de Ocros).
- Tenemos en la zona plantas conocido como Saúco, el nogal, ciprés, pino, eucalipto, que fácilmente se encuentran en Europa, norte de África y en el sudeste de Asia.  A pesar de los años, todavía podemos encontrar en nuestros parajes paisajistas de nuestra zona, cuidemos, evitemos a las cazas fortuitas y nuestro medio ambiente.

La cantuta
Es una planta Cantua buxifolia ( qantu wayta en Runa simi) conocida como la "Flor Nacional de Perú" de la familia Polemoniaceae,  de flores hermosas, de colores vivos: blanco, amarillo, rosado y rojo intenso que aparecen como símbolo sagrado desde el Imperio Inca, conocida como " La Flor Sagrada de los Incas", a pesar de los años transcurridos, se mantiene en el esplendor mágico y no han pasado en olvido sus raíces en la zona andina. Se obtienen por semillas, estacas y por polinización de los insectos se consiguen flores con una mayor variedad de colores; su hábitat está entre 1,200 y 3,800 m s. n. m.,y florece durante todo el año.
Hoy se observan en la tierra de Tantacarhua (Lacchas - Ocros) que representa esta planta como símbolo de hospitalidad de estos lugareños y a los visitantes.
- Es oriunda de nuestros andes como planta ornamental, conocidas con los nombres comunes qantu, jinllo, cantu, kantuta y khantuta.
- En el pueblo de Acas existen la flor de cantuta de color blanco y el de rojo intenso en la quebrada de Puka-Ramrash.
- Un detalle curioso, versión casual y de confundir,  es que también es la "Flor Nacional de Bolivia"???. Su Flor Nacional de Bolivia es el patujú (Heliconia rostrata) que es una especie endémica de Guatemala, Honduras de Brasil y de la selva peruana.
- Algunas plantas de queñuales (Pollyepis spp), lloque, capuly, retama, chilca y otras conforman nuestro atractivo turístico regional del pueblo de Ocros.

El saúco
El saucoSambucus peruviana H.B.K;en nuestro país, es más importante por sus frutos que sirven para la pequeña industria campesina de la producción de mermeladas.
- En la Provincia de Ocros tenemos esta planta que crece muy bien, en la zona de Condorcocha cerca a la ciudad de Ocros, lo vemos, es una planta difícil de propagarse por semilla botánica (necesita un proceso de escarificación), y muy bien se propaga por estacas o esquejes, su prendimiento es favorecido por la humedad de la lluvia.
- Es muy agradable la mermelada del saúco.
- Las hojas, se emplean para teñir en las comunidades andinas de azul metálico, por ejemplo, los vinos.
- En artesanía se emplean sus tallos jóvenes para hacer quenas y sopladores para atizar el fuego.
- El saúco es una planta originaria del Perú y se distribuye desde Argentina hasta Costa Rica.
- En el Perú, el saúco puede crecer desde los 2,800 hasta los 3,900 m s. n. m., pero el óptimo está entre 3,200 y los 3,800 m s. n. m., encontrándose en los departamentos de Ancash, Lima, Huánuco, Junín, Cusco, Apurímac, Cajamarca y entre otras.

#### Fauna
La tórtola
Es una paloma pequeña de arrullos visibles en los machos, siempre viven en parejas, se alimentan de semillas y migas de pan, son dóciles y mucha veces se han entrecruzados para salir una manchita negra como collar. Si están en cautividad pueden fácilmente escaparse e incorporarse en las palomas silvestres que existen en la zona. Existen en los parajes del Río Grande (desde Caracha, Hierba Buena, Lacchas, Corte, La Florida y Ocros).
- Dentro de la flora y fauna en sus bellezas paisajísticas, existen entre ellas varias en peligro de extinción, la comunidad Campesina Santo Domingo de Ocros, deben conservar este recurso importante que nos brinda la naturaleza como es la vicuña (Vicugna vicugna), el gato montés ( Oncifelis colocolo), el oso de anteojos (Tremarctos omatus), el puma, la vizcacha, el venado, la taruca (Hippocamelus antisensis), especies de aves como el águila, el cóndor andino (Vultor gryphus), el pato de los torrentes (Merganetta amata)o pato de la laguna, la huachua, el ruiseñor, el picaflor andino (colibrí), perdiz de puna (Tinamotis pentlandii) y una variedad de insectos y hormigas.

- Hay una serie de plantas medicinales en las alturas como escorzonera, huamanrripa, wirawira, pachasalvia y entre otras.

Jaugas-matamico andino
Es un ave Phalcoboenus megalopterus, con característica zoológica de color castaño, negro, marrón y al parte ventral de color blancos, de tamaño de altura de 25 cm de largo de 40 a 50 cm, los machos adultos llegan a pesar 1.2 kg, viven en grupos y se ven generalmente en los pastizales en campos ganaderos de vacunos y agropecuarios de alimentan de insectos, especialmente de gusanos.
- Cuentan la historia que el Corequenque es un ave sagrada de los Incas del Imperio del Tahuantinsuyo, sus plumajes atractivos fueron usada por el Inca.
- En el pueblo de Ocros, a pesar del tiempo transcurrido, podemos ver todavía, casi siempre andan en grupos eso de las 6 de la mañana y a las 6pm se recogen para dirigirse a la zona de Ayar, Rumipukio no es comestible por los pobladores, en la zona siempre están junto a los ganados vacunos en los potreros de los alfalfares de cóndorcocha, Tazapampa, Pocripa, Molino, Ancapa y Pilluc; que se alimentan gusanos del estiércol del ganado a medio secar.

La acaka
Es un pájaro pintoresco de plumaje brillante amarillo en los machos, con un trinar de canto muy fina que se escucha a distante que le solicita a su pareja,  a la vez le contesta la hembra, siempre están en pareja, se encuentra en la quebrada de Oncoy, Bellavista, Curcuy, Ayar, Pilluc, Ancapa, Crucero, Urpish, Molino,  Yacucocha, LLushe,  Balcón de Judas, Mangash y en otros lugares.
- Estas dos aves es muy difícil encontrarlas en otros lugares del país. Evitemos de su matanza es nuestro biodiversidad que la naturaleza nos ha brindado a Ocros.

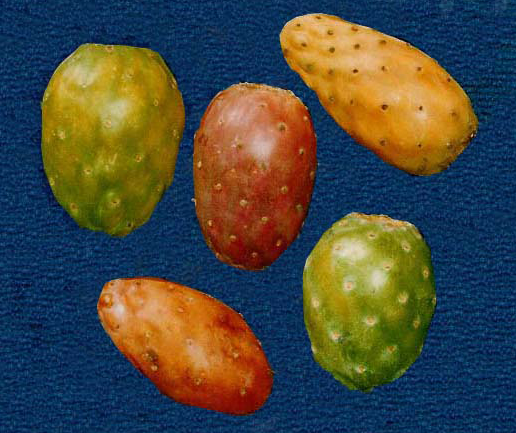
Opuntia ficus indica. Fruto de tuna. Condorcocha,Ocros
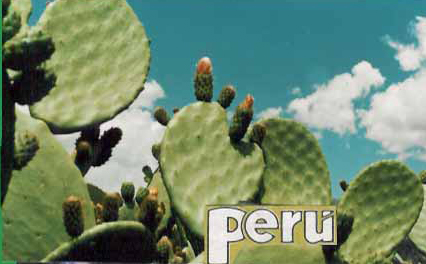
Opuntia ficus indica. Condorcocha,Ocros
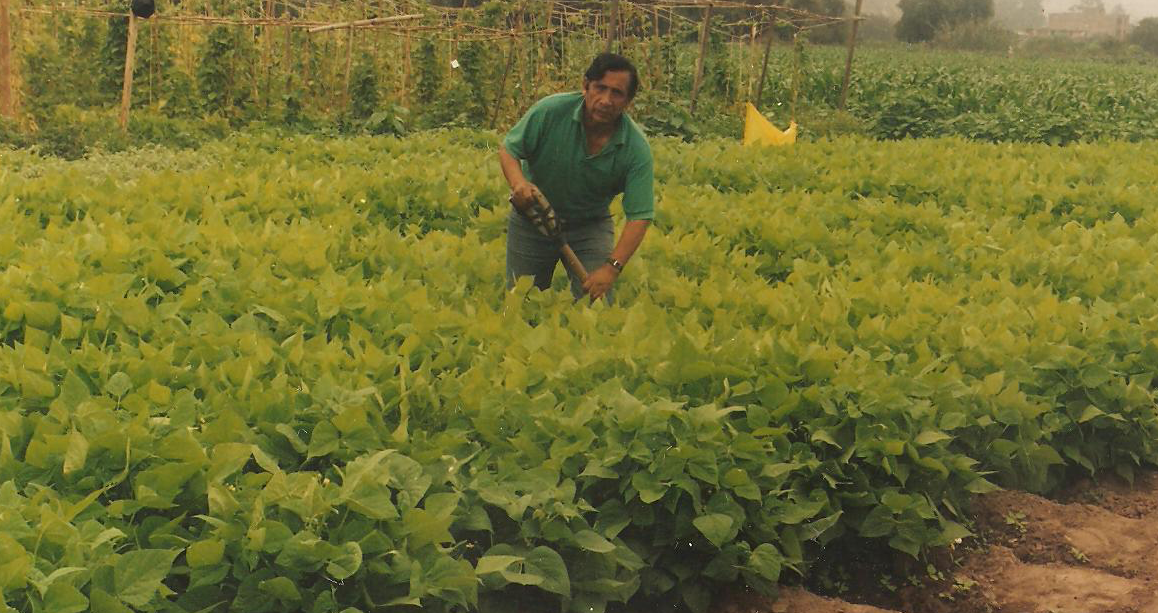
Phaseolus vulgaris. Frijol Canario Centenario (La Molina-Perú)
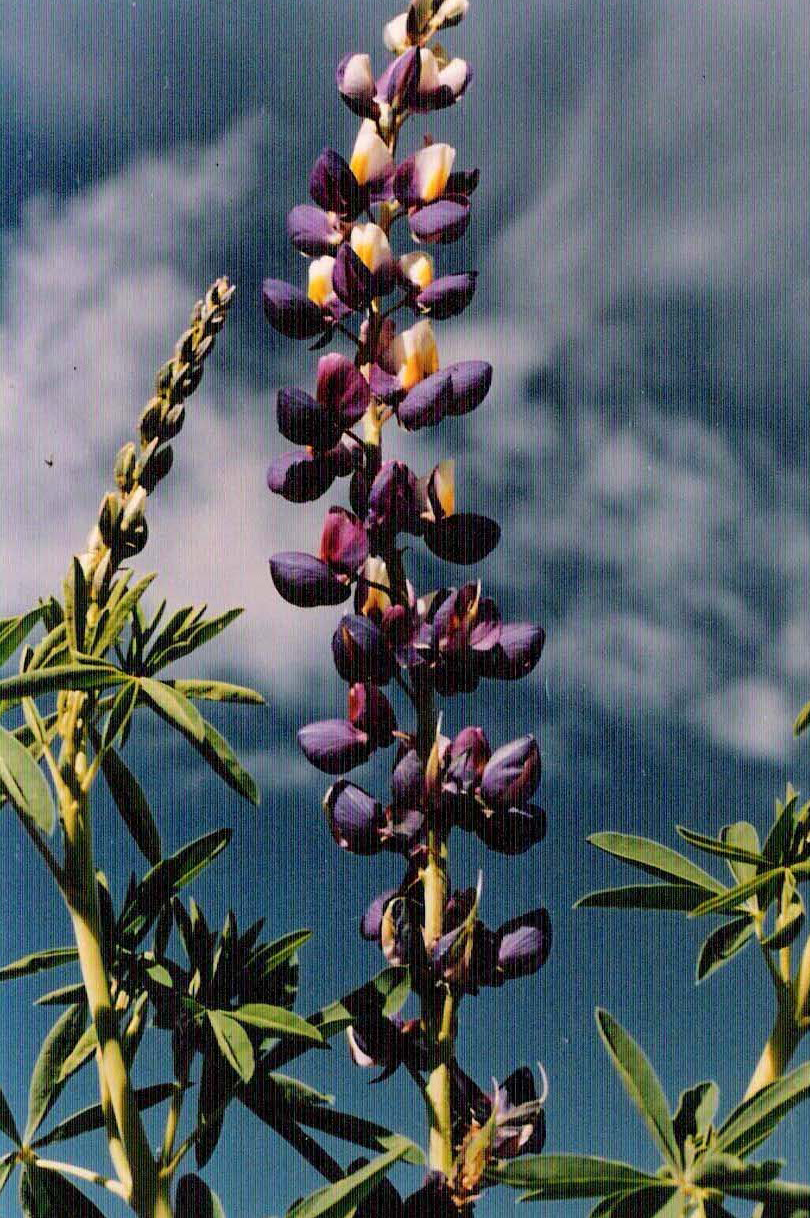
Lupinus mutabilis .tarwi, chocho. Molle, Ocros
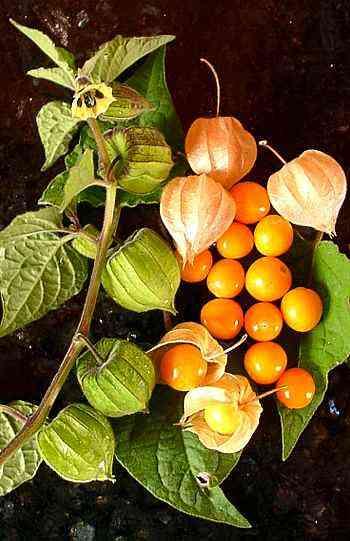
Physalis pubescens. Aguaymanto/Capulí

| Biodiversidad ecológica de flora y fauna                                 |                                                                |                                                                    |  |
|                                                                          |                                                                |                                                                    |  |
| Flora                                                                    | Fauna                                                          | Zona                                                               |  |
| Queñual(Polylepis spp.), quishuar (Buddleja incana), hichus, retama      | cóndor andino, zorro, vizcacha                                 | Huallac, Pucayacu, Yanameco, Chinches                              |  |
| Baccharis latifolia (chilca), aliso, eucalipto, orquídeas                | zorro, erizo, buitre                                           | Oncoy, Chinches, Molino                                            |  |
| saúco, molle, aliso, eucalipto                                           | Perdiz, paloma, colibrí                                        | Bellavista, Oncoy, Charpa, Mangash, casahucru                      |  |
| Marco, kikuyo, chancur, cunya, achupalla, pitajaya (noni), retama, Molle | vizcacha, loro, gallinazo, bubo, tórtola, cuculi               | Ayar, Ancapa                                                       |  |
| Baccharis latifolia (chilca), eucalipto, yerba santa, aliso, totora      | culebra, erizo, pájaro-carpintero                              | Molino, Curcuy                                                     |  |
| ciprés, aliso, Baccharis latifolia(chilca), molle, capulí, marco         | Lagartija, culebra común, erizo (añas, zorrillo), sapo, paloma | Pilluc, Charpa, Molino, Condorcocha                                |  |
| Baccharis latifolia(chilca), lloque, mito, chilca                        | Lagartija, halcón culebra, puma, paloma, perdiz                | Lacchas, Aysha, Chavarra, Tararure, Retama, Cerro perdido, Callao. |  |

Fuente:Turismo e Identidad Cultural de Ocros.

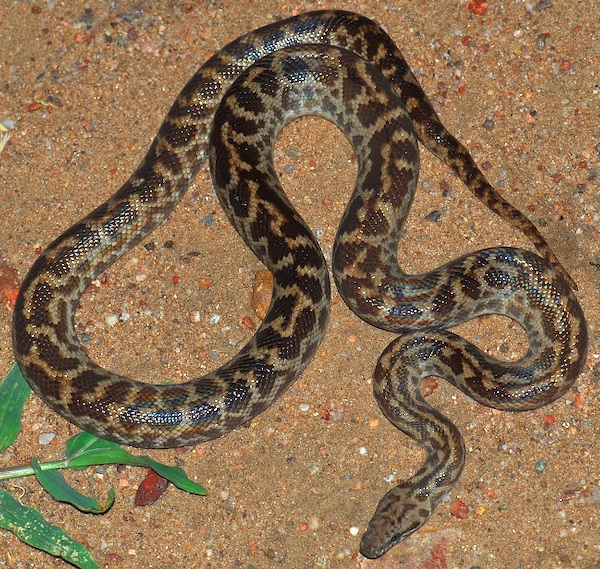
Culebra
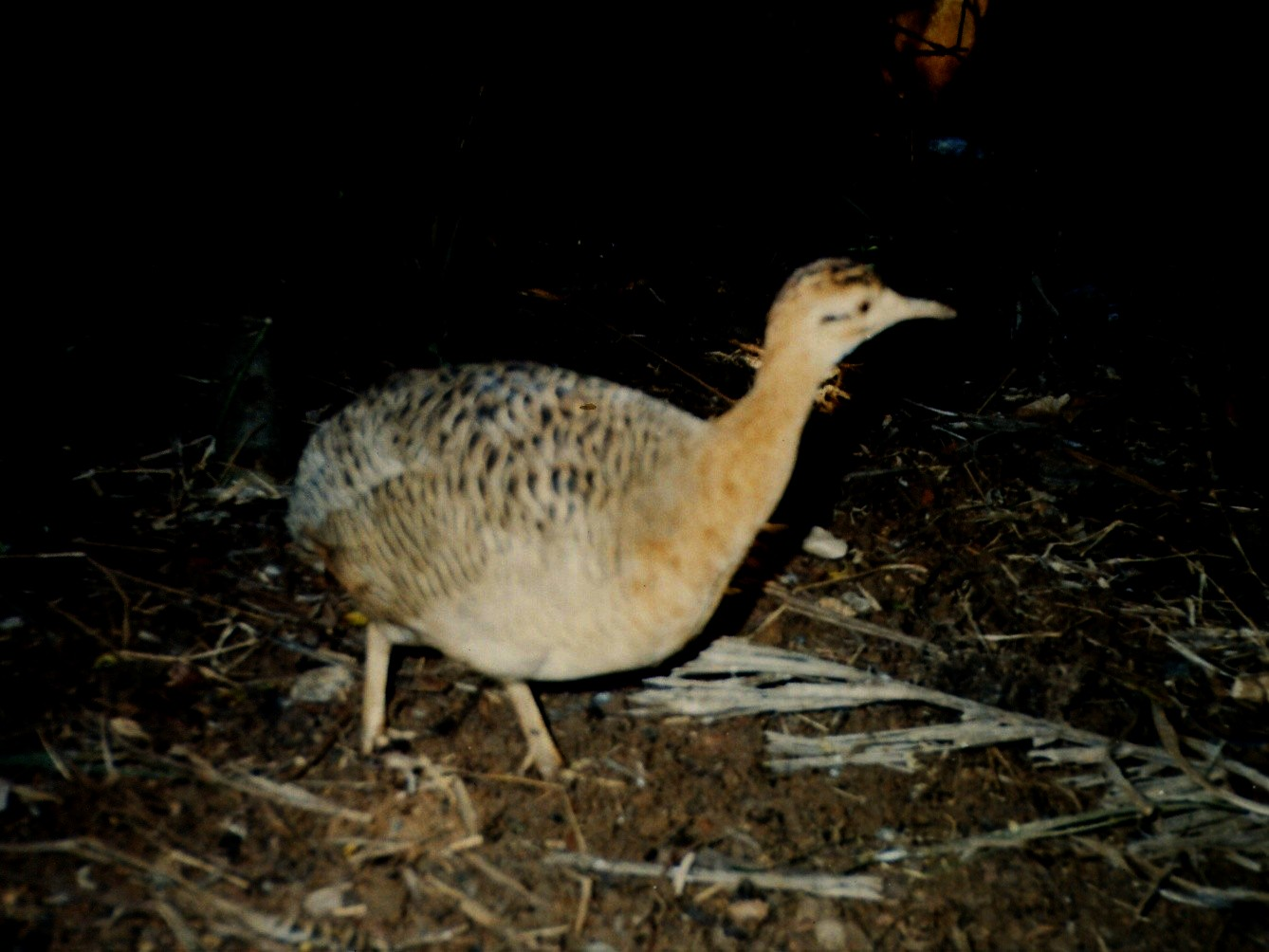
Perdiz
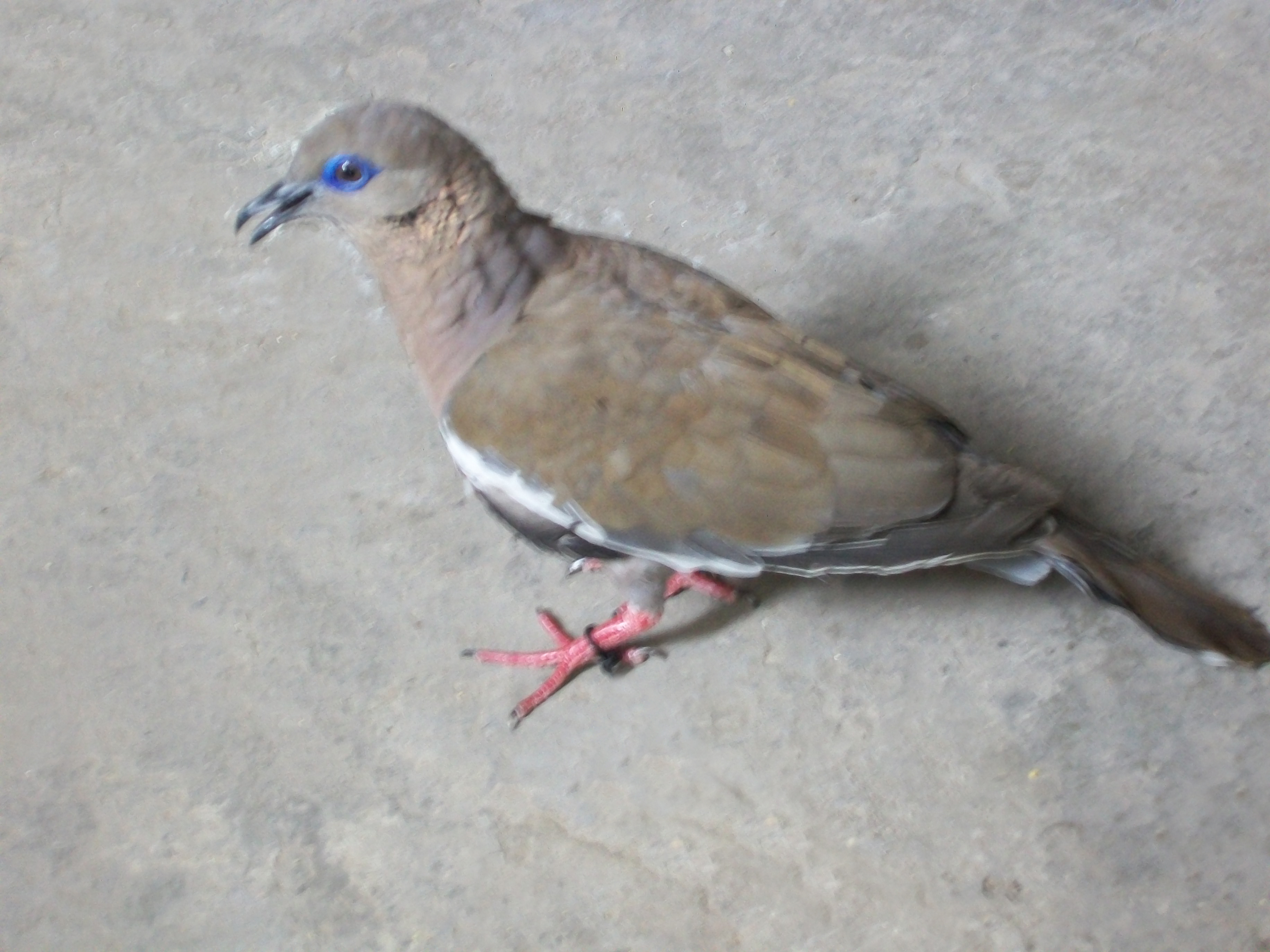
Zenaida auriculata. Tórtola.
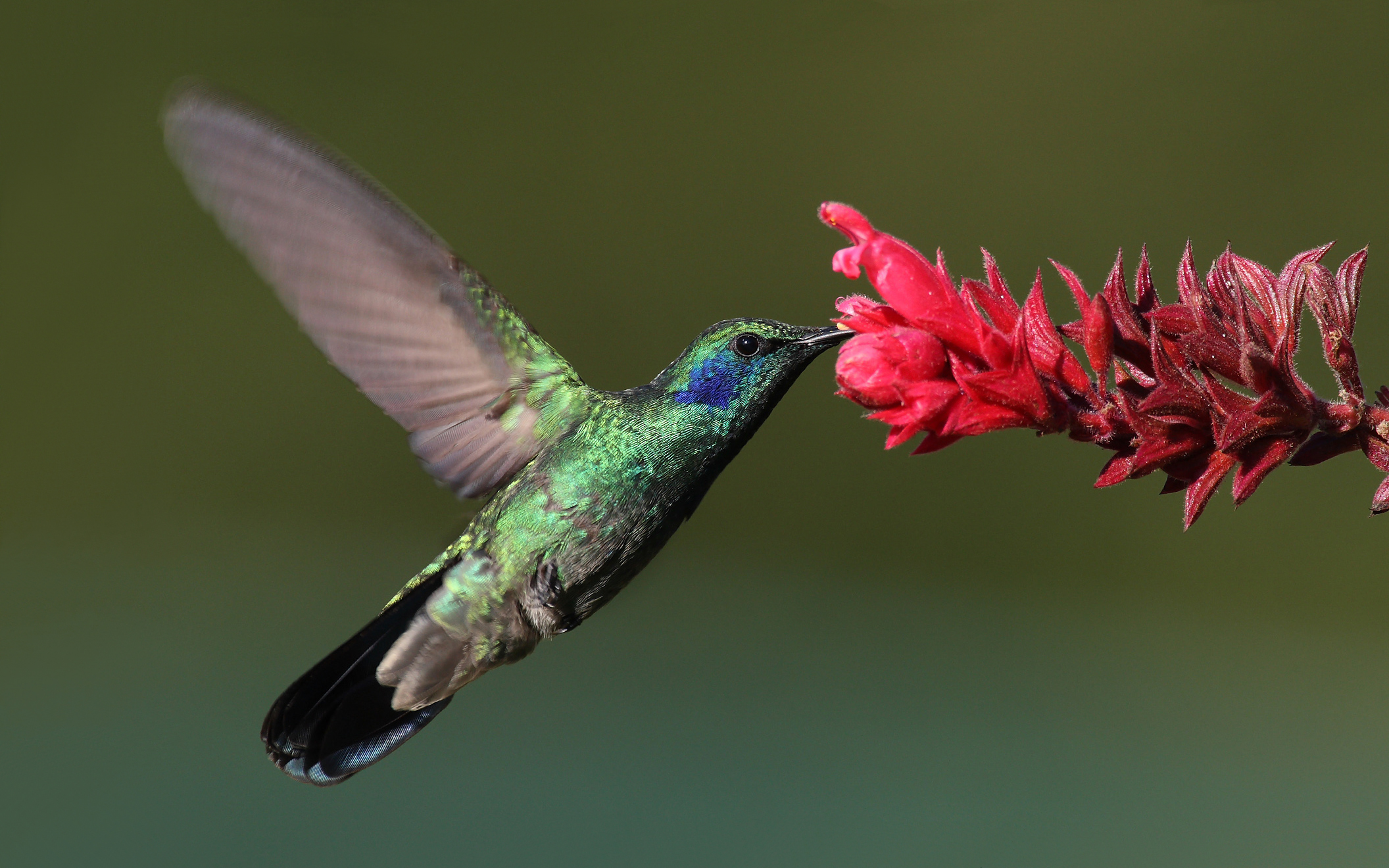
Colibrí

## Evolución histórica

Expansión del Imperio inca (desde 1438 d. C. hasta 1525 d. C.).
Pachacuti (1438-1463)
Túpac Inca (1463-1471)
Túpac Yupanqui (1471-1493)
Huayna Cápac (1493-1525)

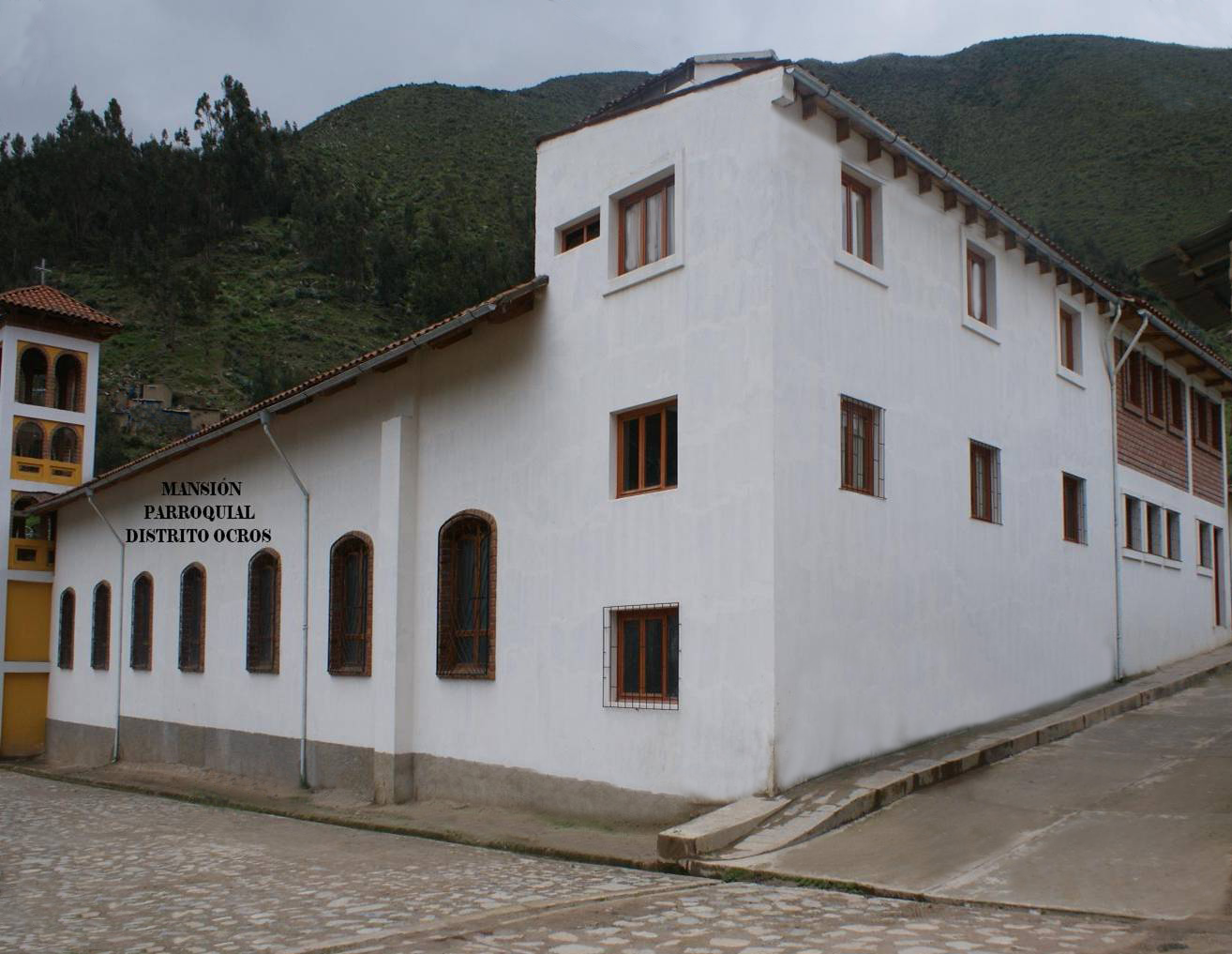
Iglesia de Ocros.

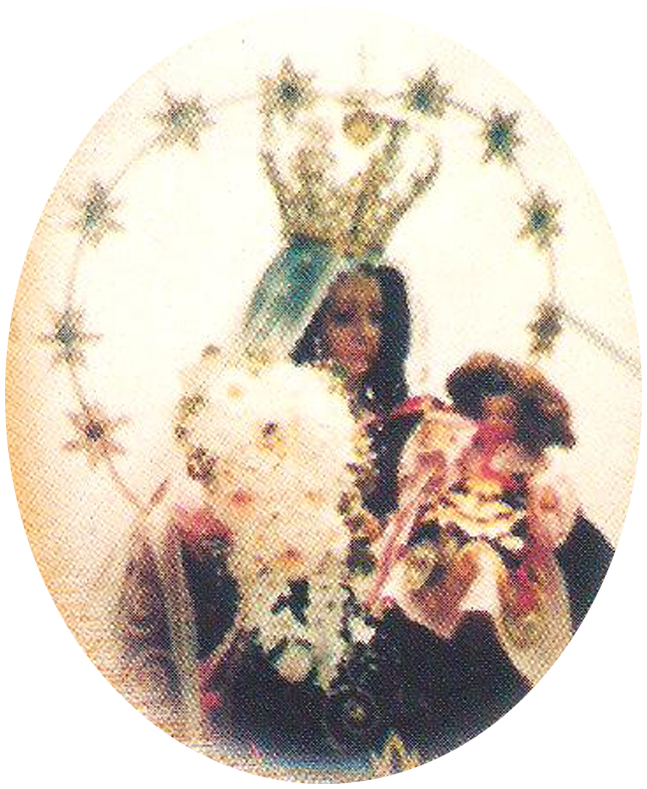
Virgen del Rosario de Ocros.

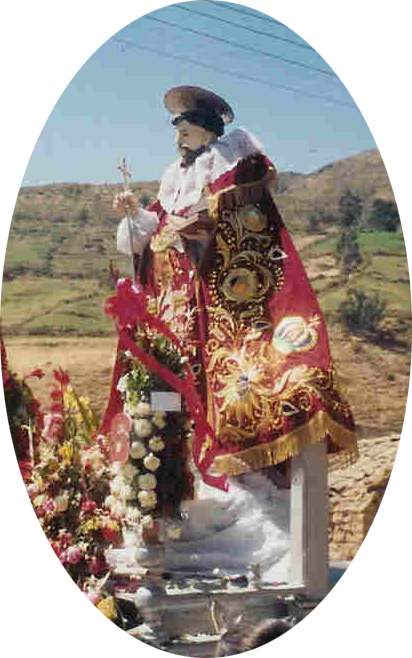
Santo Domingo de Guzmán de Ocros. http://www.youtube.com/watch?v=U_VNR--xSMg&feature=related

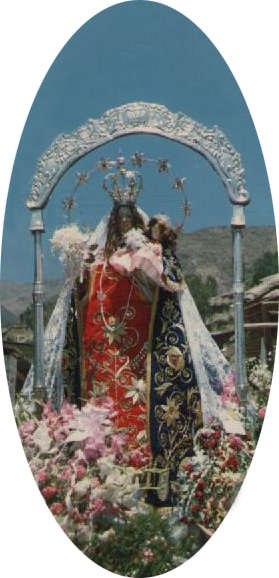
Virgen del Rosario de Ocros.

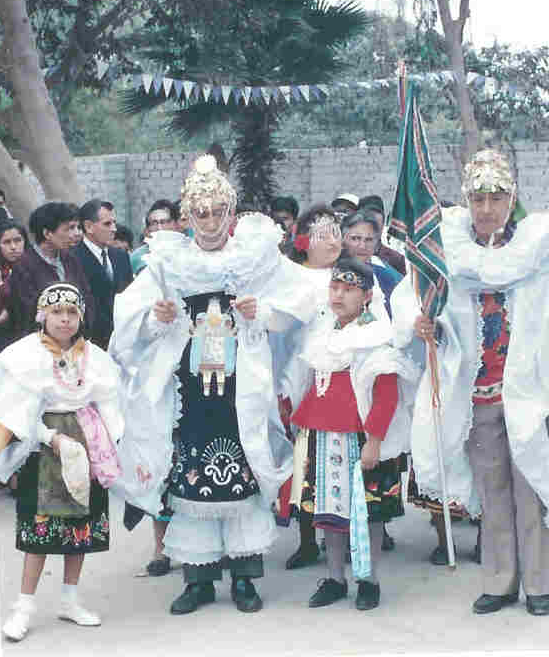
Fiesta Patronal de Ocros "Inka, Rumiñahui, pallas y ñustas".

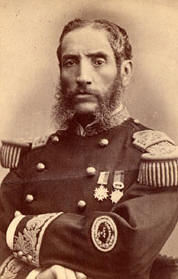
El Brujo de los Andes.

### Época preincaica
Ocros es un pueblo muy antiguo dentro de la zona quechua, que comenzó como una comunidad primitiva aproximadamente 10.000 a. C.), pasando por una serie de periodos(10.000 - 5000 - 2000 - 700) por autonomía, formativo y luego después de (d. C.) pasa por los periodos culturales de desarrollo (100 a 1200) expansión (1200 a 1400), Imperio de Tawantinsuyu (1400 a 1532).
Ocros como pueblo antiguo tiene historia cronológica en la cultural andina que comenzó como comunidad primitiva antes de Cristo, pasando por salvajismo (lítico, cazadores, recolectores, luego arcaico), por un periodo formativo, donde la cultura de Chavín tuvo influencia geográficamente (radio de acción de la Cultura Chavín 1000 (a. C).
Después de los años de Cristo pasa por los periodos culturales de desarrollo, expansión, Imperio de Tawantinsuyu hasta los años 1532.
A pesar del tiempo transcurrido, el pueblo de Ocros mantiene su identidad cultural hasta la fecha su trabajo comunal el ayni, la minka, el rodeo de sus animales cada año, siembras agrícolas a base de la fase de la luna, sus fiestas patronales de agosto y octubre y otras fiestas costumbristas donde se observan el Rey Inka Atahualpa, sus pallas, el Rumiñahui, el Capitán (Pizarro) con su hermoso caballo,  y manteniendo su gran biodiversidad ecológica de su flora y fauna que la da su bellísimo paisaje natural.
- Son datos basados en la etnología, lingüísticos, tradicionales y arqueológicos que sirvieron como aportes a las etnias de los pueblos andinos.
- En esta época Ocros recibieron aportes civilizadores de “huaris” (agricultura) y “llacuases” (pastores) una mezcla o fusión de ambas etnias, por sus ruinas y vestigios que perduran en el territorio ocrosino lo confirman el visitador Rodrigo Hernández Príncipe y Bernardo de Novoa (huari o guari yachaj o huarimitiac y otros llacuase).
- Estas etnias poblaron a los antiguos poblaciones de Cajatambo, Ocros, Cajamarquilla, Huanri, Llaclla, Mangas, Canis, dentro del radio de acción de la Cultura Chavín(1000 a. C.), posteriormente son mezcladas las influencias de la Cultura Chimú la que se extendió hasta Paramonga y Huaylías (Ocros).
- Sobre el hombre más antiguo de Ocros, es de 10,000 años de antigüedad, se deduce que el hombre de Lauricocha, estuvo en suelo ocrosino, se presume que el hombre de Lauricocha Huánuco ha tenido una expansión territorial, la distancia de Huánuco a Ocros es corta la distancia aproximadamente 200 km de fácil acceso su paso entre la cordillera, existen caminos antiquísimos hasta 1940 de Huánuco - Cajatambo - Ocros eran transitado por huanuqueños, cerro de Pasco y algunos apellidos antiguos(Villegas, Cabello, Veramendi y Cabanillas) perduran en el asentamiento humano en la zona de Oncoy del pueblo de Ocros.

### Época incaica
- 1445 a 1450, aproximadamente siglo XV, Cápac Yupanqui, hermano de Pachacútec, conquista varios reinos y grupos étnicos del Chinchasuyo.
- 1490 – 1495, el territorio ocrosino, fue conquistado por el Inca Pachacútec, para aquel entonces gobernaba Coque Poma, la jurisdicción pertenecía a Chinchaysuyo (Imperio del Tawantinsuyu), que comprendía Ocros, Cochas y Acas(Carhuapampa, Huanri y Chilcas).

- Coque Poma cacique de Ocros heredó el trono de su padre Caxa Manga, fue ratificado por el gobierno de Pachacútec a Coque Poma por su dinamismo se ganó la admiración y cariño de Pachacútec haciéndose célebre a que ofrendó su hija Tanta Carhua, que era bellísima, para la festividad de Intí Raymi del Cuzco.

- Pachacútec, es de conocimiento que los Incas, el conquistar una región se casaba con las hijas de los Caciques para evitar futuros caudillos.
- El inca Pachacútec en nombre de Tanta Carhua, se hacía sacrificios en la festividad de Capacocha que se celebraba después de la cosecha, generalmente se bajaba a Aysha (Lacchas) donde eran las tierras del Inca, se hacía gran pompa con sacrificio que terminaban con un embriagues a base de chicha de maíz.

- En el Perú también hay dos pueblos que tiene el nombre de Ocros, una en el distrito de Piscobamba (en honor a Poma Súntur guerrero Cacique Ocrosino qué murió en la Batalla de Pisabamba en una lucha por el engrandecimiento del imperio Incaico) y la otra el distrito de Ocros de la Provincia de Huamanga en el Departamento de Ayacucho.

### Época de la conquista
- 1534, se inicia con el sometimiento del cacique ocrosino “Caxa malqui”, que fue bautizado por los españoles en Cajamarca con el nombre de Rodrigo, por ser un personaje que acompañaba al Inca Atahualpa en Cajamarca.
- En 1534, se fundó la primera capital del Perú con el nombre de Jauja. Tarma se convirtió en la mayor contribuyente de la corona española.

- 1535, la ciudad de Lima, conocida también como la ciudad de los Reyes, fue fundada por Francisco Pizarro el 18 de enero de 1535 en la margen derecha del río Rímac.
- 1538, la 1.ª corrida de toros que se llevó a cabo en Lima desde de 1538 (celebración de los Almagristas) y en 1540 (tres festejos taurinos de Francisco Pizarro).
- En 1543, se introdujo en Arequipa y después en tierras Cusqueñas. Desde Lima hacia el interior del país, a partir de la edificación de la plaza de Acho en 1766, y por el mismo proceso de imitación, surge entonces la necesidad de contar en los pueblos del interior con plazas fijas, de material noble, donde pudieran llevarse a cabo las corridas de toro conmemorativas de las fechas más importantes de cada ciudad. Pero sigamos haciendo historia de las corridas, entre septiembre y octubre destacan las fiestas de Hualgayoc (Cajamarca),  donde el intenso frío es un espectador más, así como las tradicionales fiestas el departamento de Ancash de Carhuaz, Recuay, Huari, Chacas, Chiquian, Ocros, Pacllón, Llaclla y entre otros pueblos de Ancash.

- 1548, extenso territorio con Cayano de Ocros y se crea una nueva encomienda, la de Ocros que es entregada a “Niño de Guzmán”. El Virrey Francisco de Toledo confirman en 5 encomiendas a todo el partido de Cajatambo: Andajes, Lampas, Cajatambo, Ocros y Ámbar.

- Los curacas durante la denominación española, se dedicaron a cobrar los tributos, a organizar, dirigir las mitas mineras, de los obrajes, a mantener el orden social de los indios de su jurisdicción y construir Iglesias, a cambio de alcanzar títulos de curacas hereditarios.
- Los españoles fueron que pusieron durante el proceso de cristianización el nombre de los santos y santas a los pueblos: Santo Domingo de Ocros, San Juan de Cochas y San Juan de Cuchillas.

- 1555, Los españoles llegaron a Ocros y posteriormente en 1561 llegó Fray Francisco quien trató de destruir las creencias religiosas, destruyó quemando las huacas de Carhuahuanca, torturaban a los nativos para hacerles confesar sus riquezas que enterraban junto a sus huacas y así se implantó la religión católica en esta época.

### Época colonial
- 1560 a 1570, los españoles se establecieron en la zona de Ocros con el fin de aprovechar sus riquezas naturales en minería de cobre y plata (Huallac y Azul mina).
- 1562, el Virrey Lope García de Castro, dividió el virreinato en los llamados corregimientos en forma de entrega de la administración al clero, dando origen al gobierno eclesiástico de las diócesis y en el virreinato ya comprendía varias diócesis.
- 1571, Toledo obligó a Felipe II implantar la venta, de tierras, en beneficio del tesoro real.

- En 1574, cuando el virrey Toledo el 22 de diciembre de 1574 reorganizó los corregimientos de indios (o de naturales), que habían sido creados por el gobernador Lope García de Castro en 1565, dispuso que los corregimientos de Huarochirí, Huaylas, Ica, Jauja, Arnedo (llamado después Chancay), Cajatambo y Canta dependieran de los alcaldes ordinarios del Cabildo de Lima. Todos en el distrito de la Real Audiencia de Lima.

- 1579, Como Corregimiento: Cajatambo, comprendía de 1,579 reducidos en 5 pueblos Aquia, Huasta, Mangas, Chiquian y Matara, perteneciente a la arquidiócesis de Lima, mientras que Cajacay, en 1586 a 1593 pertenecía al Corregimiento de Huaylas.

- 1584, el Obispo Toribio de Mogrovejo en la época virreinal, realizó dos visitas a esta zona, la 1.ª fue a fines de 1584, llegando a Ocros, Acas, Raján, Cajamarquilla, Cajacay, Huayllacayán y Ticllos. La 2.ª visita lo realizó el 9 de julio de 1593, visitó la doctrina y curato de San Agustín de Cajacay, San Benito de Huayllacayán, San Juan Bautista de Colquioc.
- 1586, Cajatambo como Corregimiento dentro de la división política de la diócesis, dividió en partidos, contaba con 13 curatos.

- 1621, la cronología y genealogía registrada a través de los informes de “Idolatrías” fechado en Ocros al 30 de junio de 1621, por el visitador Rodrigo Hernández Príncipe que abarcaba aproximadamente desde el año 1100 a 1621 DC.

- 1621, Rodrigo Hernández Príncipe, descubrió la tumba a 3 estados de profundidad (5m aprox.), en un pozo bien nivelado que tenía un depósito a modo de alacena, donde se halló la Capacocha sentada con alhajas de ollas, cantarillos y dijes de plantas muy vistosas otorgados en dones del Inca. Caque Poma cacique de Ocros la dedicó al sacrificio del Sol y así pudo conseguir el señorío de Cacique. Tanta Carhua fue llevada a las tierras de Aysha (Aisxa), a un alto cerro Remate de las tierras del Inca y hecha la tumba en pozo profundo la bajaron y empedraran viva. La Capacocha, se consideraba como ritual político, donde en su sacrificio se incluían plata, ofrendas de oro, se realizaba en circunstancias como la fiesta del Inti Raymi, algunos acontecimiento importantes como ascenso de un nuevo Inca, o en catástrofes como sequía. Y existía una Toma de Regadío para las Tierras del Inkas en Ocros, Perú.

- 1656 (Domingo Rimachi del Ayllu de Pimachi), declara sobre los “guari” de un hombre que repartían chacras en ayllus, era Rimachi el origen de los huaris vinieron de lago Titicaca (meseta del Collao).

- 1673 a 1700, se construyó la “Iglesia colonial Santo Domingo de Ocros” que hasta el año 1970 fue una joya arquitectónica de la época colonial, con una campana de gran sonido y melodía dentro de Ocros, como también de los distritos de Acas, Cajamarquilla, Cochas y Carhuapampa. Los curacas mandaron construir la iglesia de Santo Domingo de Ocros y la iglesia Santo Domingo Huasta (Provincia de Bolognesi) para congraciarse con los españoles, que hasta la fecha sigue siendo una joya arquitectónica los altares de pan de oro, los imágenes de la época colonial, debe permanecer en su lugar y no trasladar como el caso de la Cruz (de Ocros a Pilluc), mantener la identidad e historia de un pueblo ancestral.

- 1710, ya se halla de la presencia de ganados vacunos en la zona de Ocros, posiblemente llegaron los primeros ganados por esta fecha o antes.
- 1714, Ocros, Acas y Cochas pertenecía a la Provincia de Cajatambo de la Intendencia de Tarma;  la Doctrina de Ocros (en 1714) comprendía a los pueblos de Choque, Copa y Congas.
- 1715, Don Francisco Flores de Huaynamallqui era el principal cacique y el gobernador de la Doctrina de Ocros Don Juan Pilcomalque el principal y Don Agustín Martín el alcalde ordinario.

- 1715, La Virgen del Rosario Patrona del distrito de Ocros, según datos existentes en los archivos de la iglesia, es declarada Patrona por los años 1715, posiblemente la imagen fue adquirida antes de la creación de la parroquia. Su festividad es el 7 de octubre de cada año que dura 8 días.

### Época de la Independencia
- Fue una época histórico del Perú con diferentes rebeliones en Huánuco y Cuzco.
- Por el territorio de Ocros se desplazaron los conspiradores que colaboraron con San Martín, el cura Uribe de Aija y en la presidencia de Luzuriaga en el año 1821. Apoyaron a Sucre en su campaña previa a la batalla de Junín.

### Época republicana
- 1821, el Perú contaba con 7 departamentos: Arequipa, Ayacucho, Cusco, Tarma, La Libertad, Lima, Puno. Éstos, a su vez, fueron subdividiéndose progresivamente.
- 1821, por Reglamento Provisional del 12 de febrero de 1821, se determinó que el departamento de Huaylas comprendería los "partidos de Huaylas, Conchucos, Huamalies, Cajatambo y Huánuco, en tanto que el partido de Santa quedaba al departamento de la Costa.
- Para Ocros, significó que los españoles colonizadores dieron paso a una nueva clase dominante criolla, que continuó explotando a la masa campesina. Los tributos que pagaban a las arcas coloniales pasan desde 1,821 a las del nuevo gobierno independiente, con algunos intervalos de suspensión.

- 1821, la Independencia del Perú por Don José de San Martín y continua la frecuente lucha con el ejército realista, para entonces Simón Bolívar (1824) preparaba su ejército libertador en Pativilca,  Ocros,  tierra de ganado vacuno, colaboraba con Simón Bolívar  en dinero efectivo, joyas, ganados para alentar la lucha del ejército libertador, que posteriormente en reconocimiento le otorga la categoría de Villa Benemérita Ocros el 30 de enero de 1871  (Presidente Constitucional del Perú José Balta), un acontecimiento histórico para Ocros.
- Lo más grave, la tierra del común de los indios que la Corona española protegió, comienza a privatizarse a partirse a partir de las disposiciones del libertador Simón Bolívar.
- Pero estimamos que las mejores tierras de las partes bajas deben ser parte del sistema de hacienda como: Cochas, Alpas, Huaylias, Santelmo, Llamachupan, Congón, Caracha, Hierbabuena, Membrillo y Llippipa, aparecen como propiedades privadas de las familias poderosas de Ocros, en los siglos XIX y XX de la vida republicana, hasta los años de la reforma agraria.

- La creación política de Ocros fue por Decreto Supremo en 1825, en mérito a su apoyo a la lucha del ejército libertador por la Independencia dirigidas por José de San Martín del pueblo de Huaura y Simón Bolívar del pueblo de Pativilca. Ratificado su creación política de Ocros el 2 de enero de 1857, juntos con otros pueblos del país como Cajacay, Chiquián, durante el gobierno del Mariscal Ramón Castilla y Marquezado.

- 1836 a 1839,  La Confederación Peruano-Boliviana, jugó un papel importante en la historia del Departamento de Ancash (departamento de Huaylas por el de Ancash, en testimonio a la Batalla escenario del riachuelo Ancash cerca de Yungay). No olvidar Chile inicia su política expansionista en busca de nuevos recursos naturales y lugares estratégicos para su desarrollo (1879), lo mismo fue la victoria Chilena en la Confederación.

- 1839, (20 de enero), el mariscal Andrés de Santa Cruz fue derrotado en la Batalla de Yungay, huyó con destino a Lima pasando por el pueblo generoso de Ocros que se hospedó en el Convento de los Dominicos” existente en aquel tiempo, donde le proporcionaron dinero y un caballo del gobernador de Ocros para proseguir su viaje a Lima.

- Ocros fue elevada a la categoría de "Villa Benemérita" por ley sin número del congreso peruano, promulgada por el presidente Constitucional de la República José Balta. Dado en la casa de Gobierno, en Lima, a los 30 días del mes de enero de 1871.

- 1877, el distrito de Distrito de Ocros de la Provincia de Cajatambo, del departamento de Ancash, contaba con una población de 4,637 habitantes en comparación con otros distritos y abarcaba geográficamente las comunidades de Copa y Choque.

- 1883,(julio), el Coronel Leoncio Prado estuvo en Ocros buscando hombres y víveres para ayudar al brujo de los andes Mariscal Andrés Avelino Cáceres (nacido en Ocros de Ayacucho), quien se dirigía de Tarma al callejón de Huaylas perseguido por los Chilenos. El Brujo de los Andes tuvo la oportunidad de pasar por Ocros, cuando vino de la sierra central pasando por Cajatambo – Ocros pernoctó y proseguir rumbo a Callejón de Huaylas (Batalla de Huaylas).

- 1909, Luis Pardo Novoa (1874 - 1909), bandolero peruano, conocido como Luis Pardo El Bandolero; nació el 19 de agosto de 1875, murió el 5 de enero de 1909 a los 35 años de edad, muy amigo del bandolero ocrosino Ginés Cabanillas (muerto en piedra hueca cerca de Huaylias grande), sus parajes estratégicas fueron la zona de Lampas pampa y de chonta punta de Ocros.

- 1941, Ocros estuvo presente en la Guerra declarada por el Ecuador al Perú, participaron de 25 ocrosinos valerosos de corazón y amor a su patria, estos soldados pertenecían a la “Compañía BI-17 y BI---.” y son: Nicasio Velásquez, Felicito Gomero, Francisco Alzadora, Cirilo Espinoza Chávez, Margaro Velásquez y otros. Lleno de patriotismo heredado de sus ancestros, algunos todavía están con vida y son ejemplo para la nueva generación.

- Por decreto ley 10105, promulgado por el presidente Constitucional de la República Manuel Prado Ugarteche. Dado en la Casa de Gobierno, en Lima, a los 26 días del mes de diciembre de 1944.

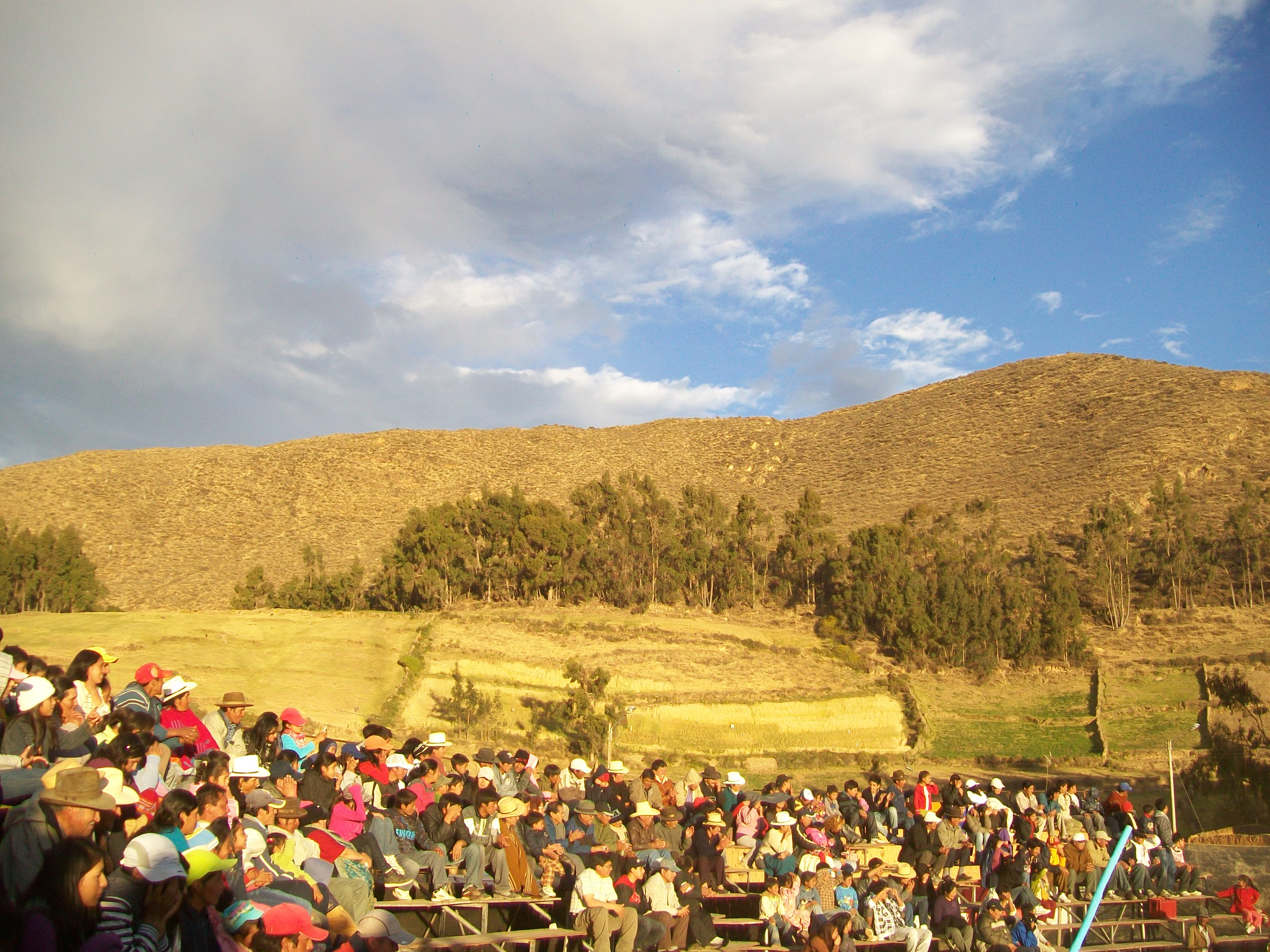
Corrida en Pilluc, Ocros

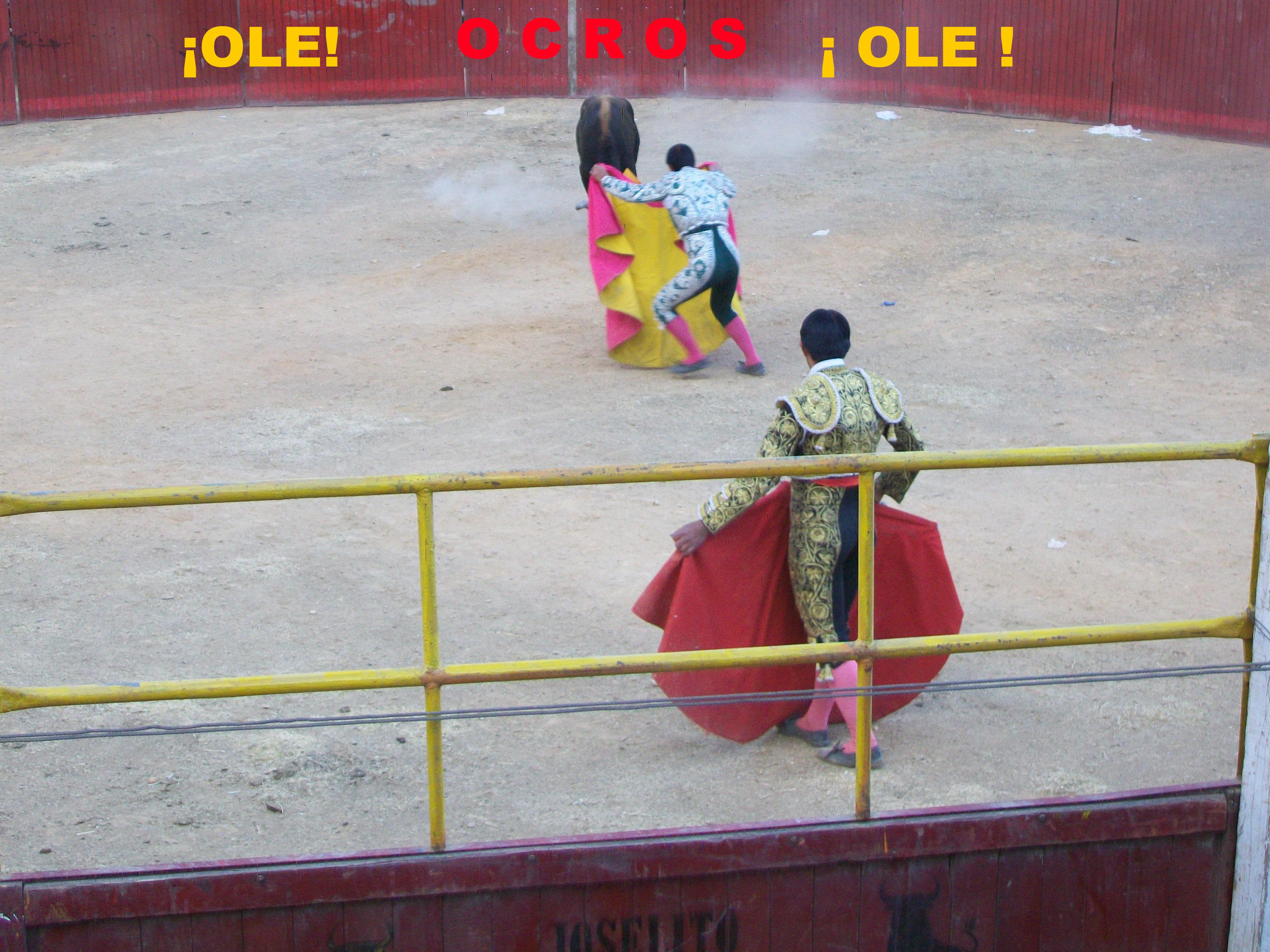
Corrida de toros en Pilluc, Ocros, Perú

- 1955, fueron depositadas en la laguna de Tacracocha, Jaracocha por el Ministerio de Agricultura 10,000 alevinos de trucha variedad arcoíris.
- En el Departamento de Ancash las corridas han tenido un valor cultural en las fiestas patronales en el Callejón de Huaylas,  Callejón de Conchucos y en las Provincias vertientes de Ancash como Bolognesi y Ocros.

- Existen ganados vacunos bravos, todavía lo usan en la corrida criadas en la puna; el caso de Ocros eran con vacas traídas de la puna de Chonta punta y de azul mina (pucrosha) cuyas corridas eran en la plaza de armas y algunas veces en corrales.

- 1970(31 de mayo), la ciudad de ocros fue afectado por el terremoto de 1970 su iglesia colonial de Santo Domingo de Ocros, viviendas y muertes humanas, se tuvo la ayuda solidaria de diferentes países del mundo de Estados Unidos, Rusia y Cuba.

- 1980, a mediados de los años 1980 el gobierno de Alan García Pérez decretó la creación de regiones, con lo que inició la regionalización del Perú. Esta primera regionalización se llevó a cabo con gran prisa, lo que produjo serios problemas administrativos y limítrofes, por lo que el proyecto fue abordado por el gobierno de Alberto Fujimori, manteniendo algunas de sus funciones por los Consejos Transitorios de Administración Regional (CTAR), a los que se les dio ámbito departamental.

- 1983, el Acta de ejecución fue dada en Huarmey, el 8 del mes de julio de 1983, en presencia del Señor Nuncio en el Perú, Mons. Mario Tagliaferri, y los señores Obispos Mons. Emilio Vallebuona Marea de Huaraz y Mons. Luis Bambarén Gastelumendi de Chimbote. Así pues, la diócesis de Huaraz, actualmente está constituida por las provincias del Callejón de Huaylas: Huaraz,  Recuay, Carhuaz, Yungay y Huaylas; la provincia de Aija en las vertientes y en la zona sur por las provincias de Ocros y Bolognesi.

- 1990, fue la creación política de Ocros como provincia del 19 de junio de 1990 por el presidente Constitucional de la República del Perú Alan García Pérez y Guillermo Larco Cox, presidente del Concejo de Ministros y ministro de Relaciones Exteriores.

- 1996, por vez primera llega un presidente de la República del Perú Alberto Fujimori Fujimori) el día de su aniversario, dejó muchas obras para Ocros, el Reservorio de Yanameco,  escuelas, colegio, emboquillados de las calles, en momentos tan difíciles en el país y donación de movilidad para la iglesia, para policía, para la comunidad Campesina, para el Área de Salud y entre otras.

- 2002, en marzo de 2002 el territorio peruano contaba con 24 departamentos, 194 provincias y 1828 distritos. El 16 de noviembre de 2002 se promulgó la Ley Orgánica de Gobiernos Regionales, publicada en el diario oficial El Peruano al día siguiente, en el que establece la reactivación del proceso de regionalización. En virtud de esta norma, se crea en el país un nuevo nivel subdivisional, las Regiones de Perú, sobre el territorio de los departamentos pero previendo mutuas fusiones de modo que cada región englobe territorios de distintos departamentos.

- En el interior del país existe un distrito llamado Ocros por Decreto Ley N.º 18397, distrito de Ocros y Anexos van a formar parte de provincia de Huamanga, Departamento de Ayacucho. Fundada el 15 de julio de 1936, con superficie territorial de 194.67 km², de altitud 3.125 m s. n. m., población con 5,853 habitantes con una densidad de 30.1/km², alcalde Sr. Ángel Héctor Gutiérrez De La Cruz. (Inei.censo 2005). http://www.youtube.com/watch?v=90ptDkqrXZE&feature=related

## Autoridades

### Municipales
- 2011-2014[3]
  - Alcalde: Francisco Espinoza Montesinos, del Partido Alianza para el Progreso (APEP).
  - Regidores:  Joaquín Francisco Nieto Rosales (APEP), Elizabeth Floremila Ramírez Cabanillas de Cuadros (APEP), Zulema Ramírez Sánchez (APEP), Calixto Carlos Beltrán Dueñas (APEP), Zoilo Roberto Oliva López (Movimiento Regional Independiente Cuenta Conmingo).

## Demografía

### Núcleos de población
La capital del distrito es la ciudad de Ocros, capital también de la provincia de Ocros.
- El distrito, se divide en centros poblados y anexos:
- Pilluc (González Prada), se encuentra el campo deportivo llamado estadio José Olaya o estadio La Católica (fueron clubes antiguos que defendieron la camiseta de Ocros)
- Bellavista
- Oncoy
- Barrios como: Crucero-El Rosario, Los Ángeles, Yanoc, Huanca(derecha-izquierda), Urspich y Santo Domingo (Pampa Arriba).

| Centro poblados y anexos |                                |                                                        |                                                                                |  |
|                          |                                |                                                        |                                                                                |  |
| Nombres                  | Ganados                        | Flora                                                  | Fauna                                                                          |  |
| Bellavista / Cashacoto   | vacuno, ovino, caprino         | marco, chilca, aliso, eucalipto                        | culebra, zorro, perdiz, erizo                                                  |  |
| Oncoy / Rancayan         | vacuno, ovino                  | marco, chilca, aliso, eucalipto, sauco                 | zorro, perdiz, erizo, gallinazo, zorzal, gorrión, cóndor andino, gavilán       |  |
| Pilluc                   | Vacuno, equino, ovino          | aliso, eucalipto, agave, mara, achupalla, cactus       | zapos, erizo, gallinazo                                                        |  |
| Lacchaz / La Florida     | vacuno, ovino, caprino, equino | aliso, mito, cactus, agave, molle                      | jaugas, paloma, lagartija, zorro                                               |  |
| Corte / Rinconada        | vacuno, ovino, caprino, equino | aliso, mito, cactus, agave, sauce, paty, chilca        | víbora, culebra, lagartija, zorro, loro, corralillo.                           |  |
| Hierbabuena / Caracha    | vacuno, ovino, caprino         | Paty, eucalipto, sauce, molle, huarango, cactus arrizo | Cuelbra, huanchaco, guarda caballo, pavo real, paloma, lagartija, zorro, erizo |  |

Fuente:Turismo e Identidad Cultural de Ocros.

## Economía

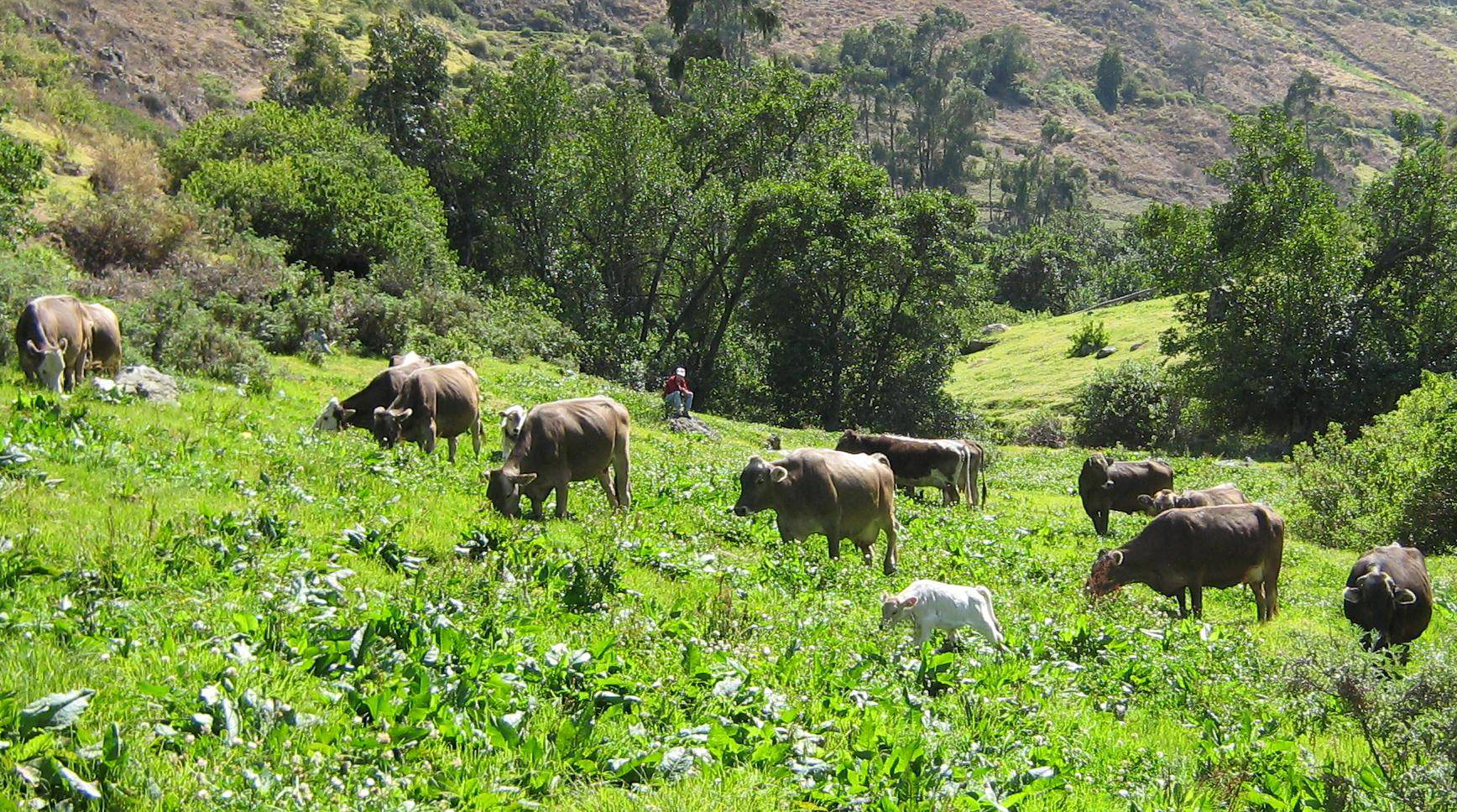
Ganados de Ocros, ganador en certamen de concurso en Huaraz, Ancash.

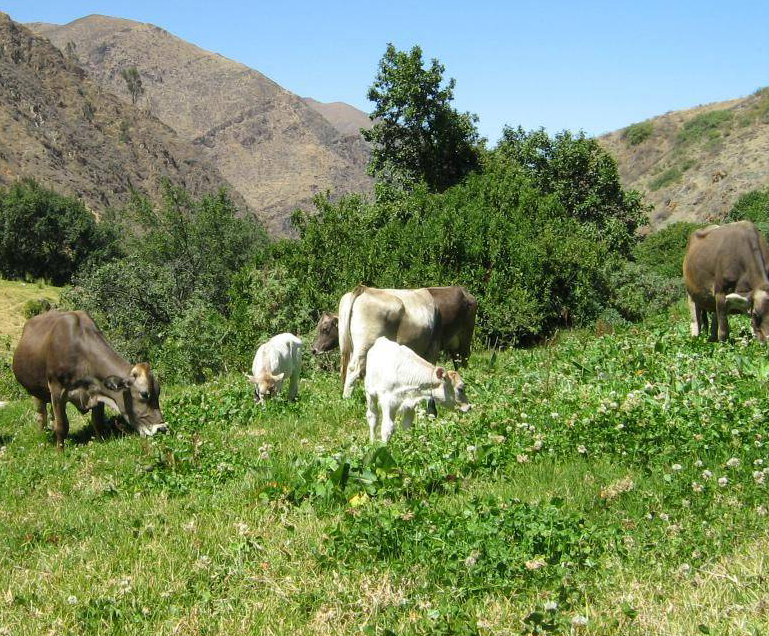
Vacas raza Brown Swiss "leche y carne" en Ocros, Perú.

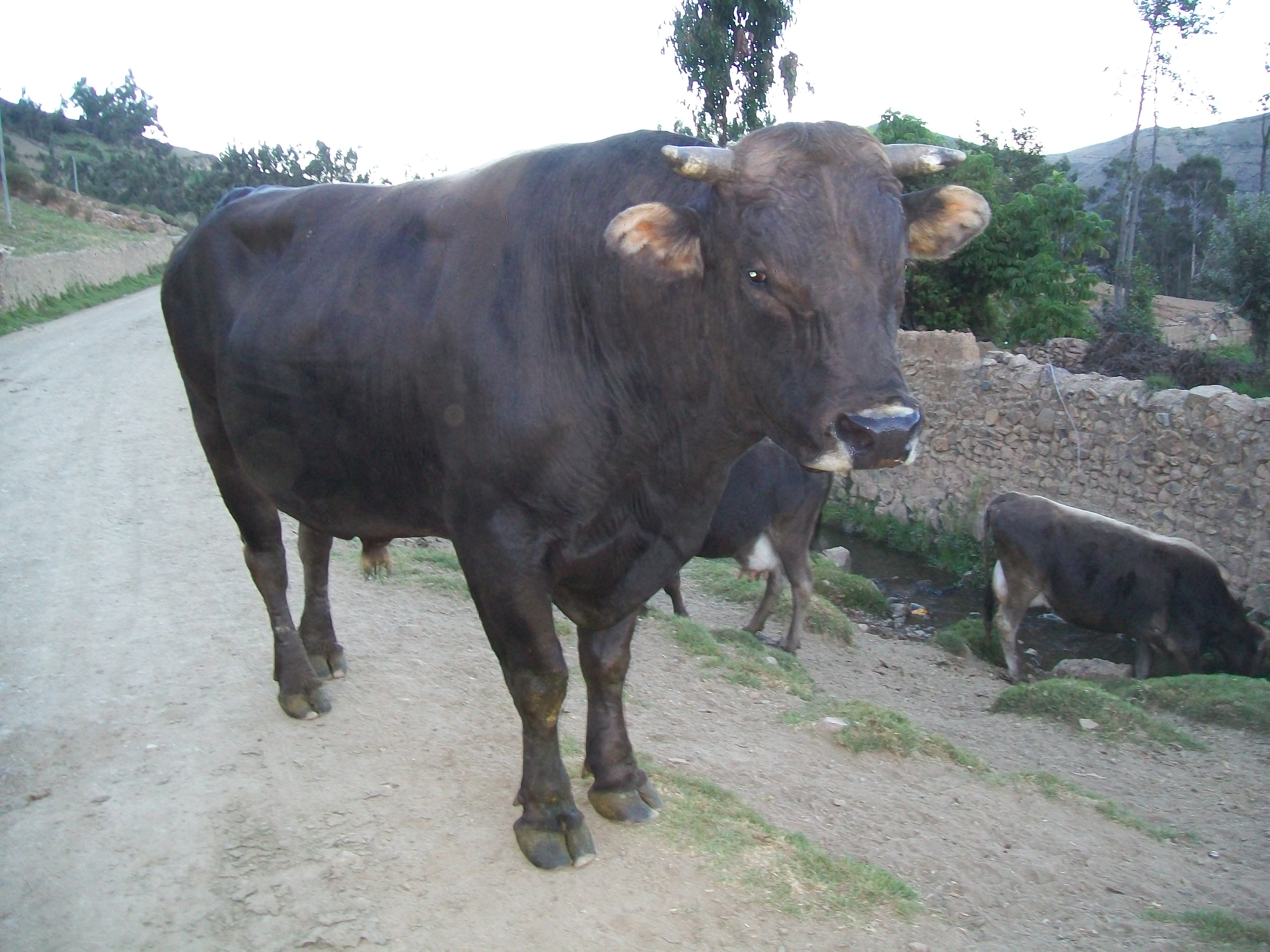
Reproductor de "vaquillas y padrillos" Raza Brows Swiis en Ocros, Perú.

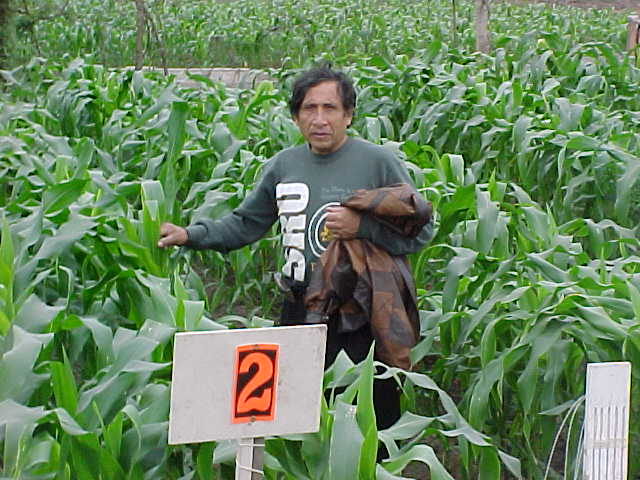
Cultivo de Maíz Morado.

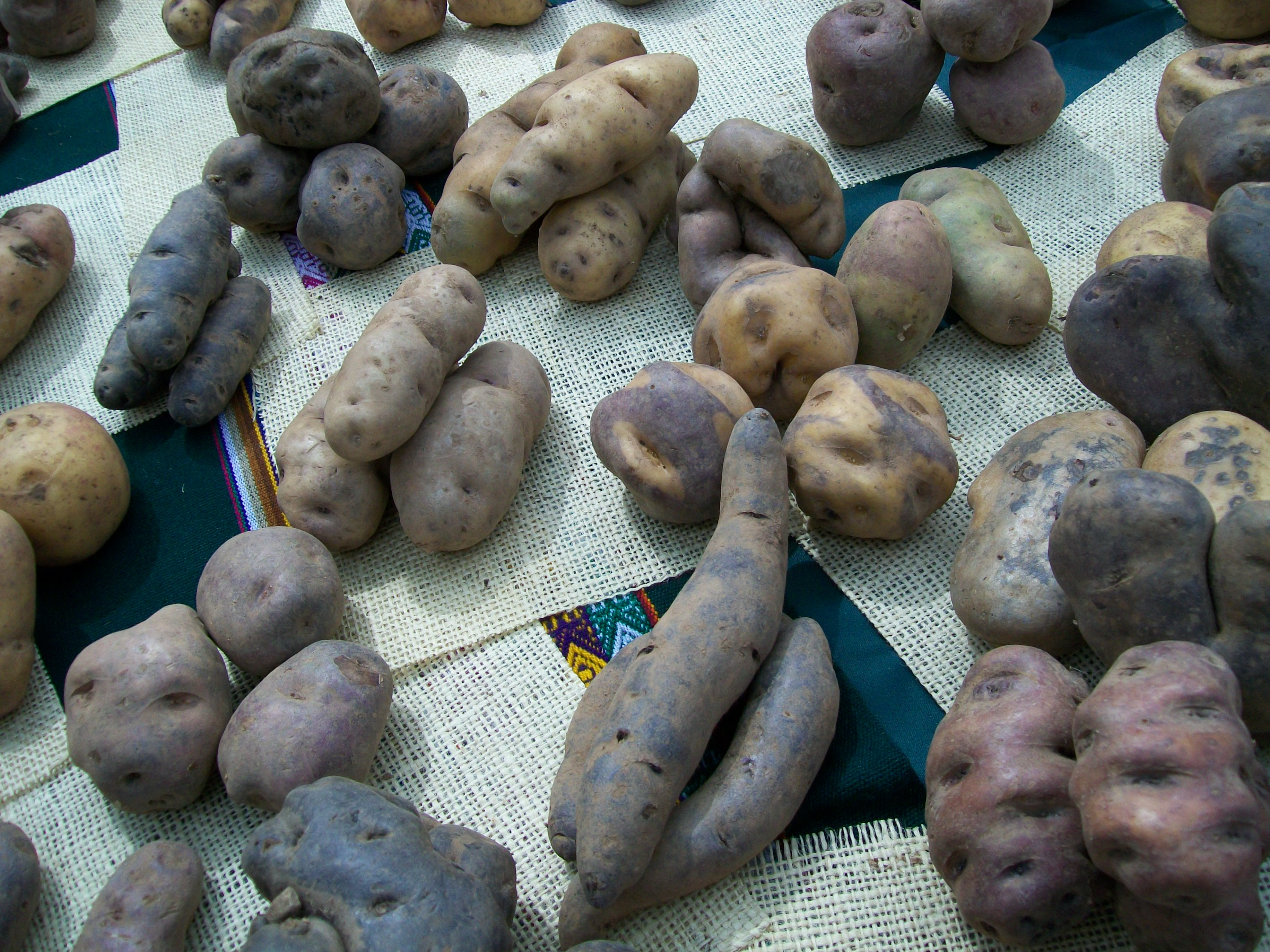
Variedades nativas "cultivemos lo nuestro".

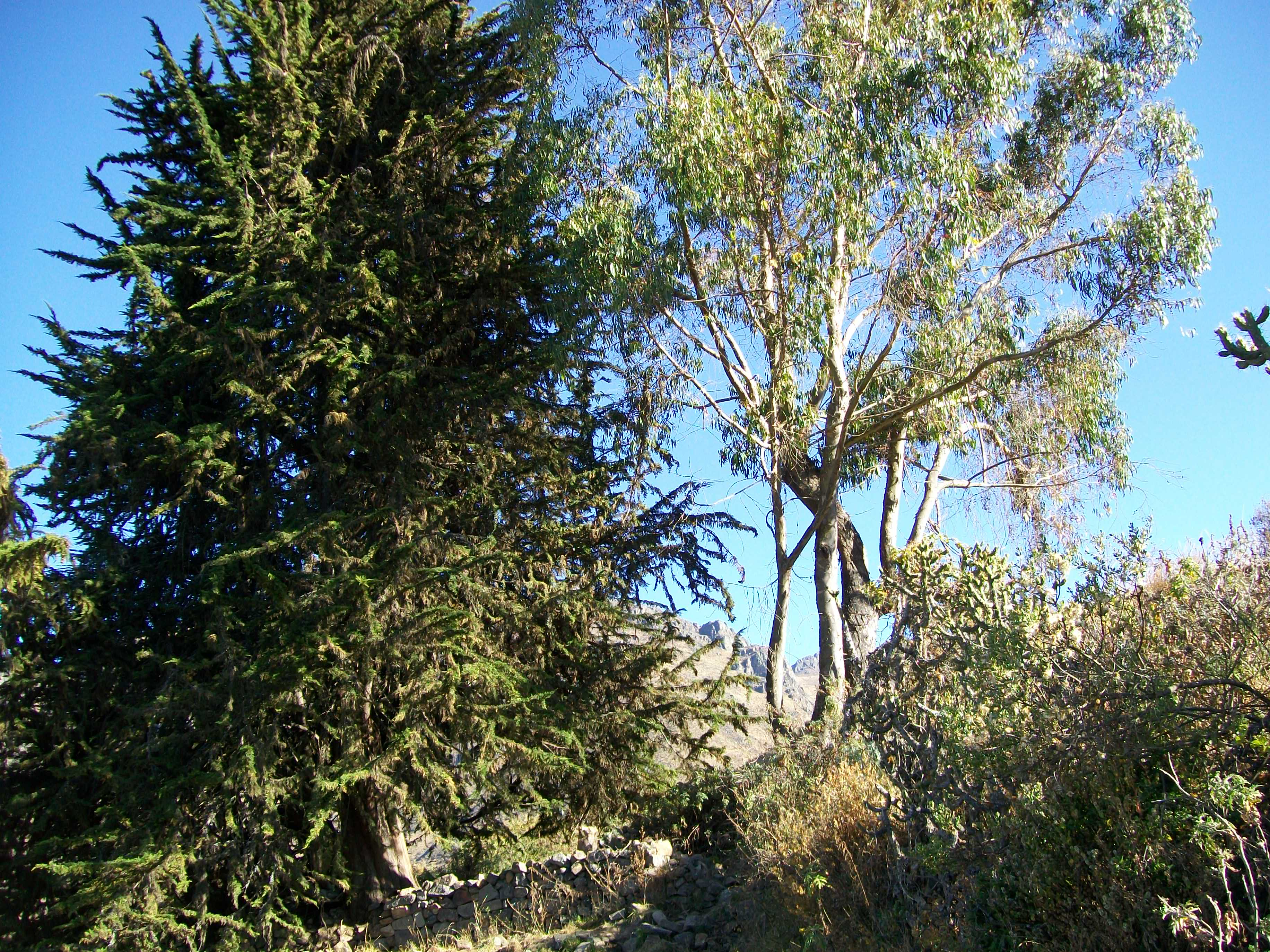
Zona de Chinches, Ruinas por investigar (Ocros, Perú).

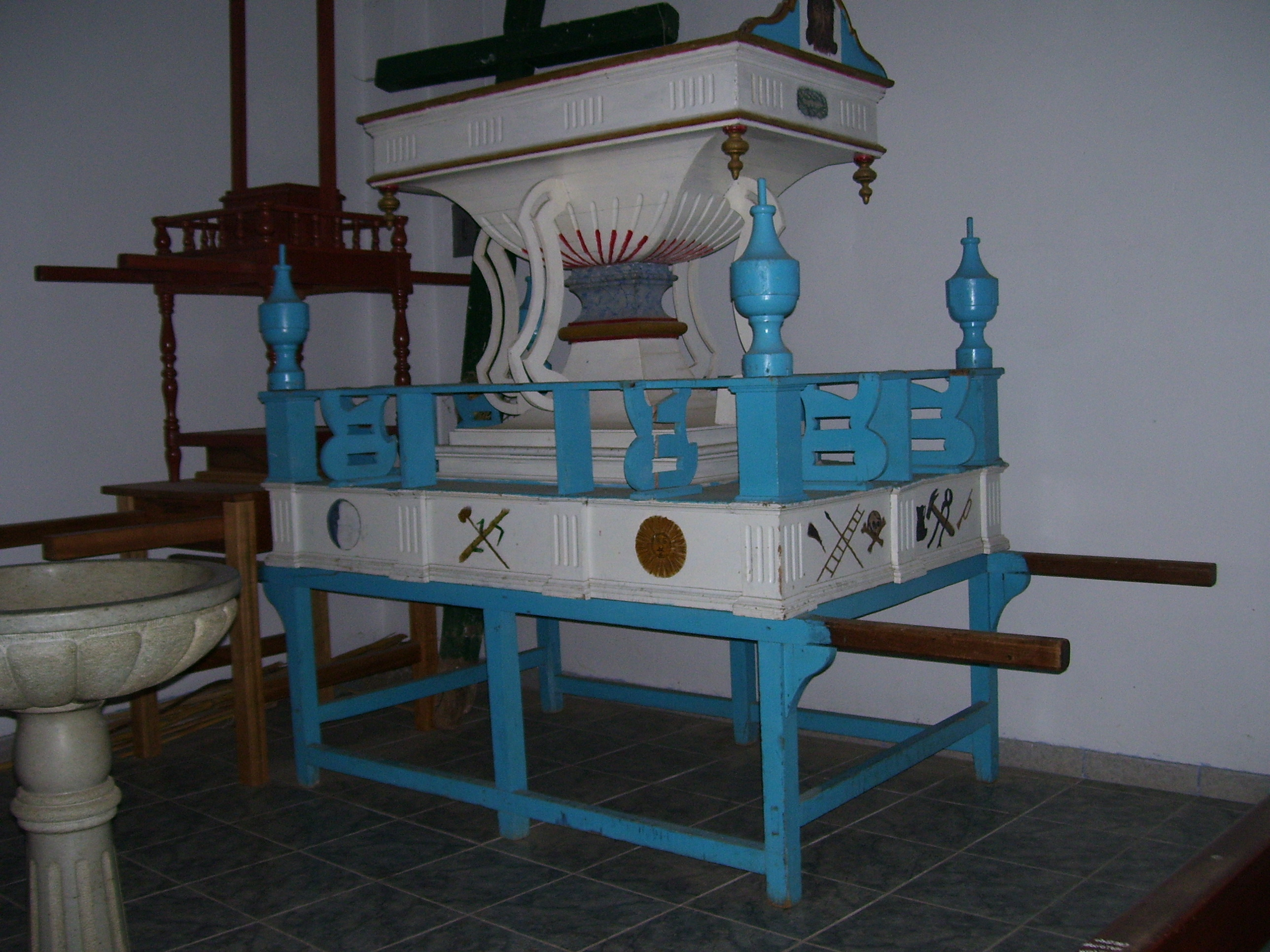
Santo Sepulcro para la Semana Santa.

### Actividad Económica
- La actividad económica es la ganadería, la agricultura, la artesanía, con posibilidad al turismo y piscicultura.
- Es uno de los distritos próspera

dentro de la Región de Ancash en la ganadería de ganados vacunos mejorados y en
la producción frutícola en la zona de Florida y Lacchas de palta hass, melocotón (durazno), manzana, vid (vitis vinifera), plátano  (musáceas), kiwi con posibilidades a sembrarse
(Actinidia deliciosa), vid, olivo,
sanki (pitajaya) y el aguaymanto en la zona de membrillo y llippip
- Sector ganadero
- Se tiene el ganado vacuno de raza Brown Swiss es para la producción de leche y carne.

- La raza Holstein apara leche en la zona de Lacchas y Florida. ·

- La ganadería es uno de los ejes de la economía ocrosina.

- Sector agrícola
- La producción de alimentos proviene de la agricultura y de la ganadería vacuno, ovina y caprina.
- Sus principales recursos agrícolas en cultivos andinos son papa, maíz, haba,  quinua,  olluco oca, yacón.
- Productos de agroexportación durazno, tara [Caesalpinia spinosa], tunas, Opuntia, la cochinilla del carmín (Dactylopius coccus), orégano, maíz morado, maíz choclo , yacón, el ají páprika, frijol entre otras.

- La producción de alimentos proviene generalmente de la agricultura la papa andina("kuguay",  "Yscupuru", "sangre de venado"," papa lucha", "rayhuana") Oca, olluco, tarwi son de la zona de Oncoy y tazapampa
- Mate Burilado: Lagenaria siceraria  o  Lagenaria vulgaris, es una planta que crece la en la zona baja de la sierra Lacchas, los mates son usados en la artesanía con figuras, geométricas talladas, emplean un buril sobre el mate.
- Los frutos presentan distintas formas desde redondas, cilíndricas y

curvilíneas, estos usados como plato para la alimentación y las bebidas.
- Zonas óptimas para la siembra son: La Florida, Membrillo, Lacchas, Aysha, Corte, Tararure, Rakcrac y en la quebrada de Ayar.·

- Cultivos como cereales: maíz, cebada, trigo.
- Fruticultura: En la zona de La Florida prosperan muy bien las plantas de friticolas por el tipo de suelo y clima para

los cultivos de palta hass, duraznero (Prunus persica), manzana, vid y plátano.

### Atractivo turísticos
- . El turismo es actividad de gran importancia en la zona, que aporta por derecho de entrada un ingreso significativo para el pueblo, tal que podemos observar en otros lugares del Perú.

- Su importancia nos da la oportunidad de mostrar lo bello y rico que es nuestro pueblo sobre la base de su naturaleza, cultura, restos arqueológicos, gastronomía (comidas típicas) y fiestas típicas (el capitán con 2 acompañantes que simboliza a los socios de al conquista y el Inca ( Rumiñahui  o sinchiruna), pallas, y un sargento proteger de las pallas.

- Los diablitos del infiernillo todos con sus espuelas de plata y su vestimenta de multicolor, los auténticos negritos (imitados pero no igualados), los danzantes el Sr. Teodoro y entre otros (bajo la quena y el bombo del Sr. Mañu Rímac), las kiyayas ocrosinas.

- La textilería (la frazada, el poncho ocrosino de vicuña de 3 rayas y ribeteados, el poncho extranjero ocrosino de 3 rayas,(la faja del niño y la faja del adulto andino trabajador, existía una diferencia en el arte y en el acabado colorido digno de ser rescatado en nuestro Ocros.

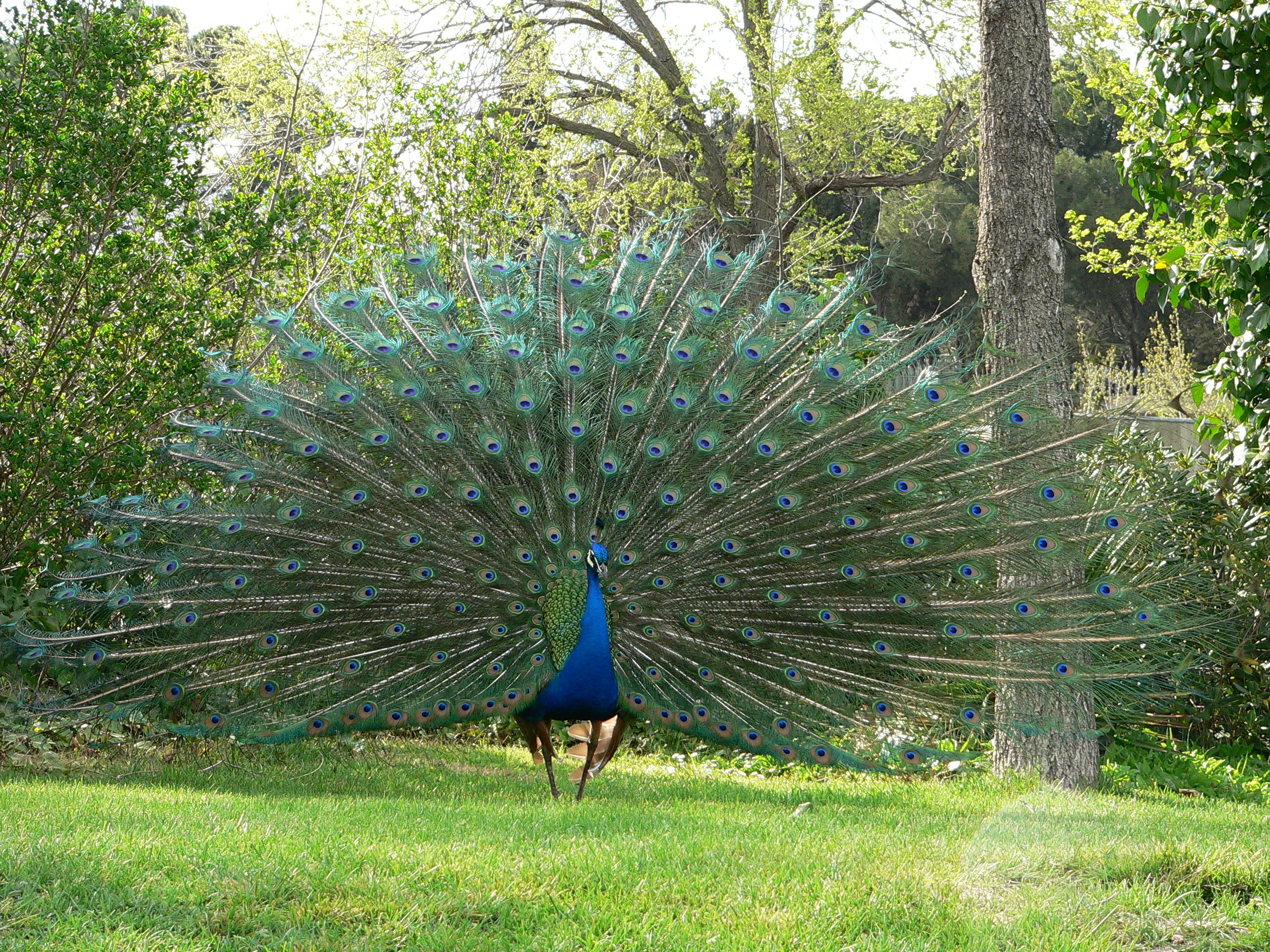
Pavo real su hábitat en Rinconada, Soledad, Hierbabuena y Caracha.

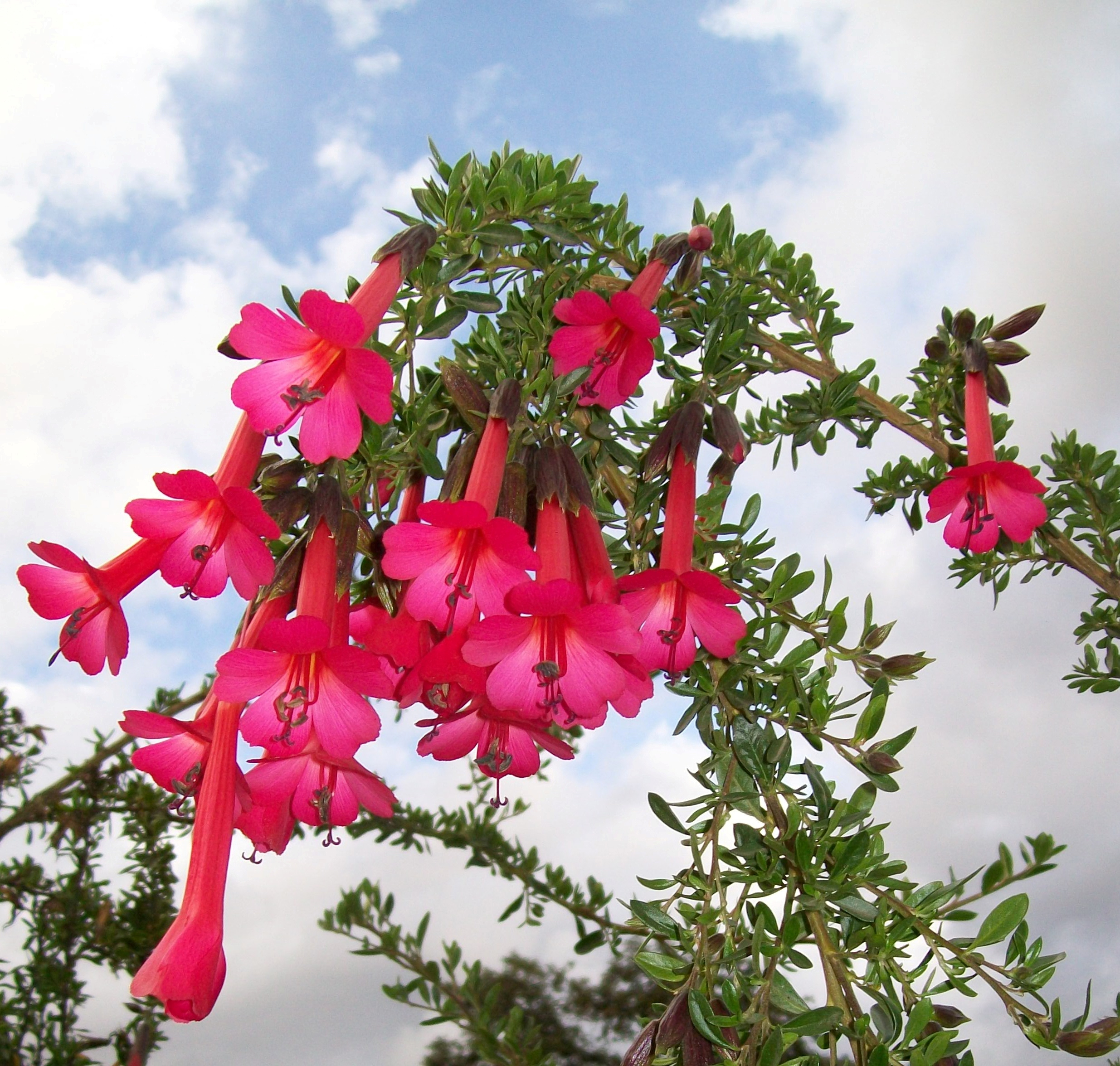
La Cantua buxifolia en Ocros (Flor Sagrada de los Inkas).

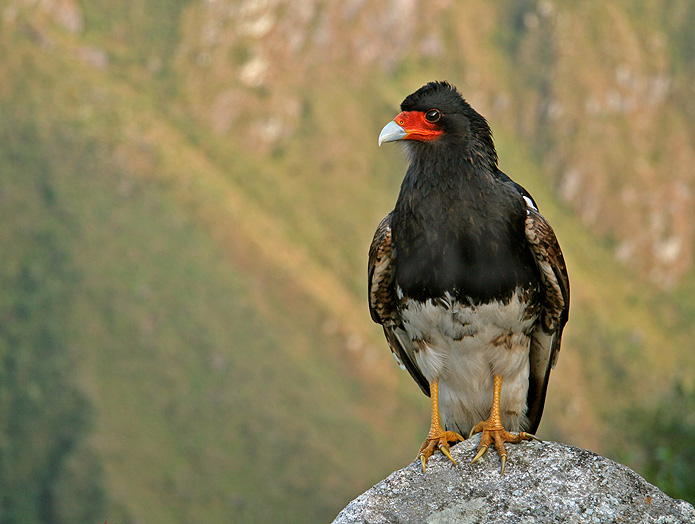
Matamicos, Corequenque, Ocros(jaugas). Ave Sagrada de los Inkas.

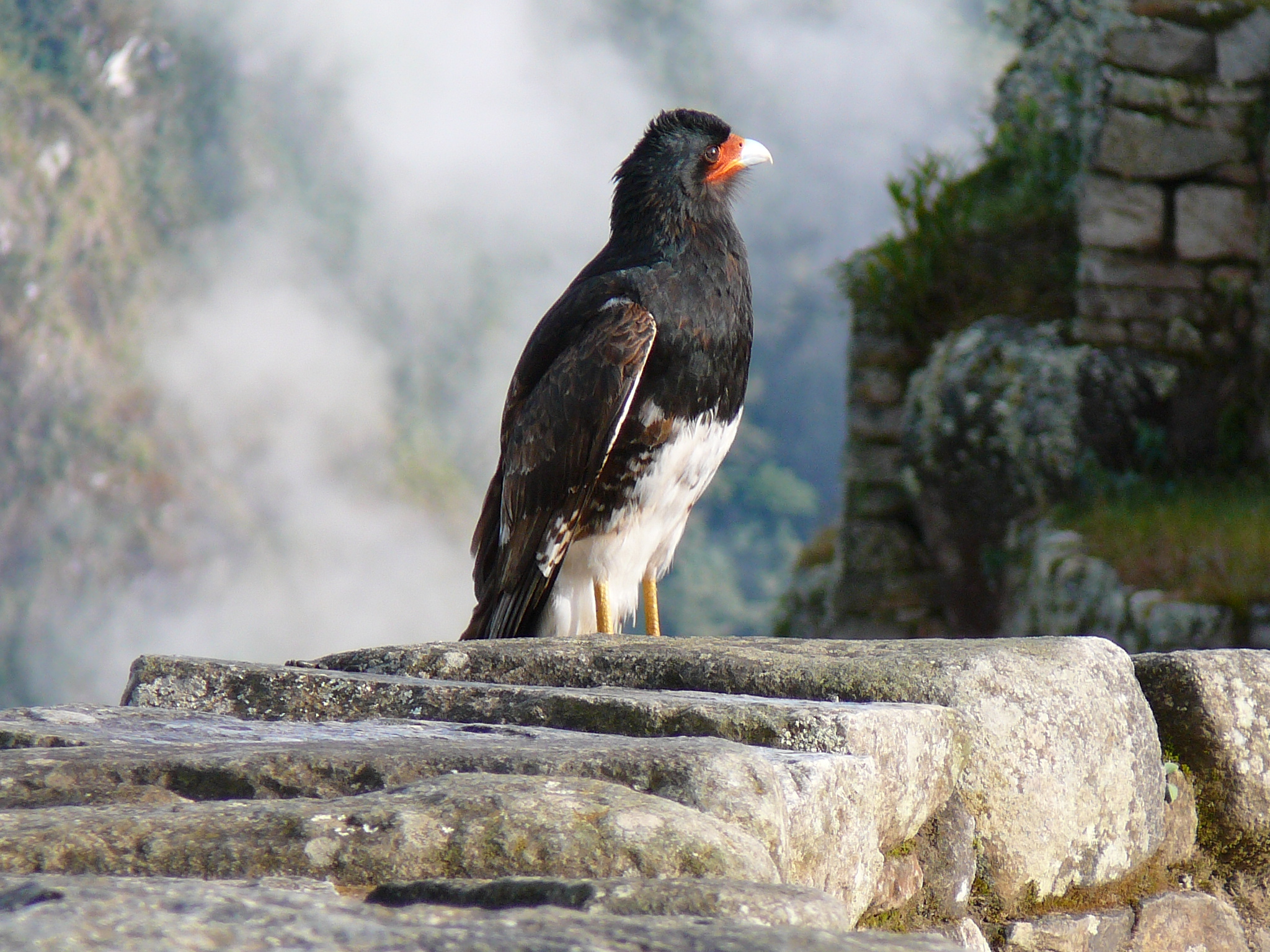
en Alcamari, Machu Pichu, Perú

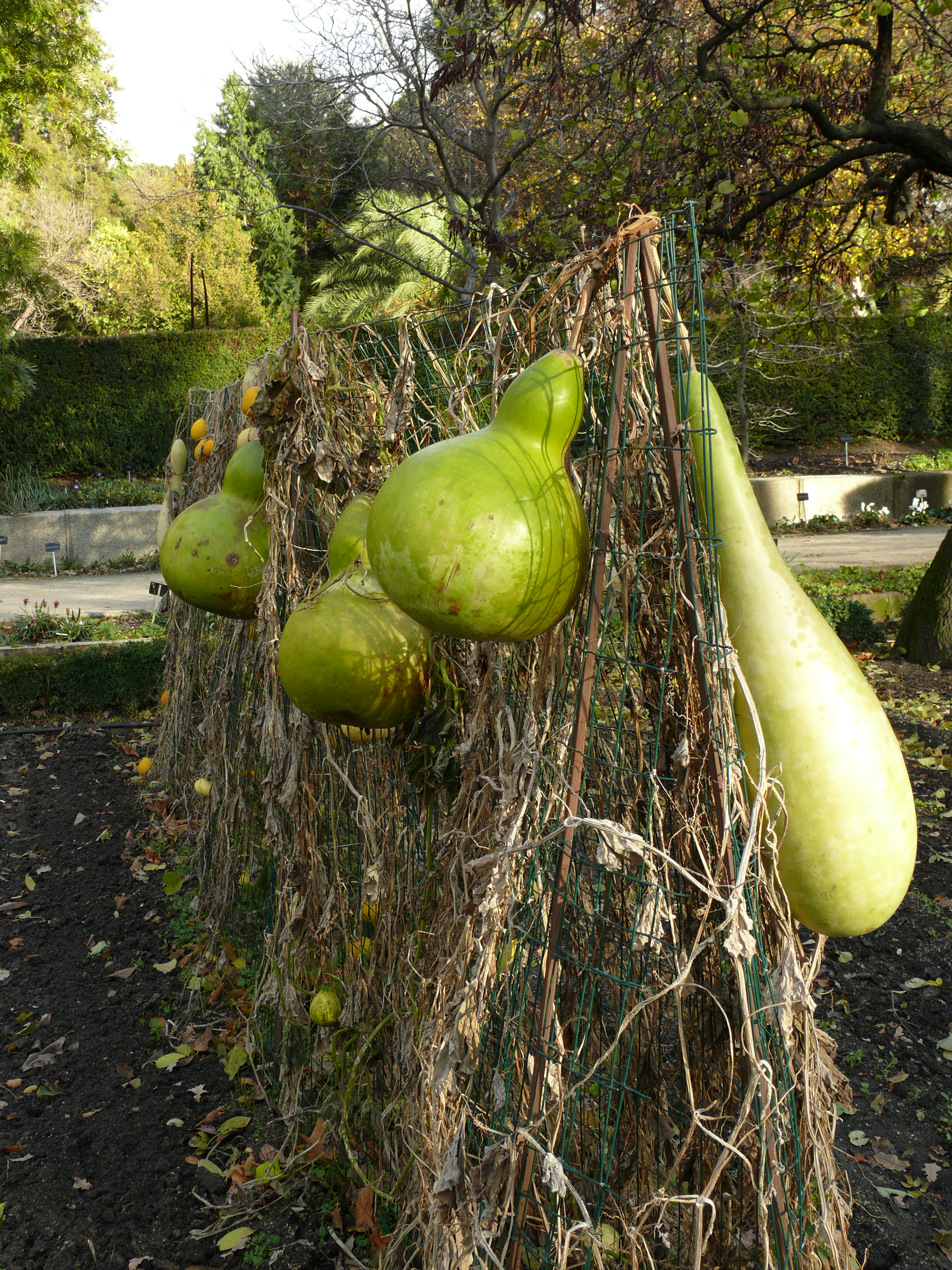
Mate.

Alojamiento
- Hotel Carlesi:
- Hospedaje:Valentina.
- Hospedaje:Zuly y otros.

## Comunicaciones y transporte

### Vías de comunicaciones
- Las vías terrestres desempeñan funciones de integración y juega un papel decisivo en el desarrollo de los pueblos.
- Vía terrestre: Trocha carrozable Ocros - Nueva Florida.

Carreteras de enlace
- Son aquellas que unen a los pueblos rurales de la sierra con algunos pueblos urbanos de la sierra y de la costa.
- Vía Terrestre en Bus: Vía Lima - Barranca: 2.45 horas.
- Pativilca - Ocros: 4 horas.
- Vía Huaraz - Conococha - Punta de Chonta - Oncoy - Ocros: 4 horas.

Agencias de enlace
- De la ciudad de Barranca: de lunes a domingo" a las 11:00 (mañanas), salidas a Ocros:
- Transportes "Carlesi", (Micros de Carlos Meza Motta).
- Transportes "Virgen del Rosario" (cielito lindo) (micro de Alejandro Bravo).
- Salen del Pasaje Raymondi, ubicado a la Altura de la 2.ª cuadra del Jr. Vilela en Barranca.
- De Huaraz: Transporte "El Rápido", martes y jueves a las 14:00 domingos a las 17:00 Sale de la 1.ª cuadra del Jr. Bolognesi en Huaraz.

| Distancia en kilómetros a la Ciudad de Ocros |                     |           |                 |                                                                    |  |
|                                              |                     |           |                 |                                                                    |  |
| Ciudad                                       | Lugar               | Distancia | Vía terrestre   | Referencia geográfica                                              |  |
| Ocros                                        | Huaraz              | 133 km    | Bus y Camioneta | Ocros, Oncoy, Punta de Chonta, Conococha, Recuay, Huaraz           |  |
| Ocros                                        | Cochas              | 65 km     | Bus y Camioneta | Ocros, Caracha, Huanchay, Huaylias, Cochas                         |  |
| Ocros                                        | Huanchay            | 31.5 km   | Bus y Camioneta | Ocros, Caracha, Huanchay                                           |  |
| Ocros                                        | Congas              | 22.2 km   | Bus y Camioneta | Ocros, Bellavista, Cashacoto, Congas                               |  |
| Ocros                                        | Santiago de Chilcas | 17.8 km   | Bus y Camioneta | Ocros, Santiago de Chilcas                                         |  |
| Ocros                                        | Raján               | 35.6 km   | Bus y Camioneta | Ocros, Oncoy, Puche, Raján                                         |  |
| Ocros                                        | Cajamarquilla       | 35 km     | Bus y Camioneta | Ocros, Oncoy, Puche, Cajamarquilla                                 |  |
| Ocros                                        | Acas                | 25.8 km   | Bus y Camioneta | Ocros, Santiago de Chilcas, Acas                                   |  |
| Ocros                                        | Tacra               | 23.8 km   | Bus y Camioneta | Ocros, Oncoy, Tacra                                                |  |
| Ocros                                        | LLipa               | 71 km     | Bus y Camioneta | Ocros, Oncoy, Punta de Puche, Raján, LLipa                         |  |
| Ocros                                        | Choque              | 28.5 km   | Bus y Camioneta | Ocros, Bellavista, Congas, San Pedro de Copa, Choque               |  |
| Ocros                                        | Bellavista          | 6.3 km    | Bus y Camioneta | Ocros, Paltacaka, Bellavista                                       |  |
| Ocros                                        | Vista Alegre        | 16 km     | Bus y Camioneta | Ocros, BellavistA, Cashacoto, Vista Alegre                         |  |
| Ocros                                        | Copa                | 27.9 km   | Bus y Camioneta | Ocros, Bellavista, Congas, San Pedro de Copa                       |  |
| Ocros                                        | Chiquián            | 65 km     | Bus y Camioneta | Ocros, Oncoy, Punta de Chonta, Pila Pampa, Cocococha, Chiquián     |  |
| Ocros                                        | Barranca            | 108 km    | Bus y Camioneta | Ocros, Huanchay, Cochas, Alpas, Pativilca, Barranca                |  |
| Ocros                                        | Lima                | 308 km    | Bus y Camioneta | Ocros, Huanchay, Cochas, Pativilca, Barranca, Supe, Chancay, Lima. |  |

Fuente: Comunidad Campesina Santo Domingo.Ocros (2008).
- Según el circuito turístico se pueden entrar vía Conococha a Ocros a la vista se ve el nevado de Yerupajá de 6,634 m s. n. m., pila pampa considerada como el manantial “suerte de los viajeros”, Punta de Chonta, la cueva o la curva de Luis Pardo, cuartel corral donde están las vicuñas, alrededor esta la laguna de Chonta, luego se llega Oncoy, después a Ocros.
- De Ocros se puede visitar a las lagunas de Tacra pa ver su paisaje natural hermoso.

## Cultura
- Medio de Comunicación
- La televisión es el principal medio de comunicación de Ocros.
- Celulares como claro y movistar
- La radio de AM, FM en las zonas urbana y rurales
- Los principales periódicos que llegan es de circulación nacional son el Comercio, el Peruano, el ojo, el diario Ya de Huaraz y entre otras.
- Educación
- Educación inicial: 04
- Educación primaria: 04
- Educación secundaria: 01
- Instituto Superior Tecnológico: 01
- Lugares turísticos

- Santuario de la Virgen del Rosario
- Miskipuquio poza del amor
- Mirador de Marca
- Chulpas de Cashacoto
- Mellis estanque
- Ruinas de Ornocoto
- Palacio municipal
- La plaza de Armas de Ocros.
- Criadero de trucha.
- Laguna de Tacra.
- Cerro de Mishahuayunca.
- Cerro de Condorcayán.
- Ruinas de Chinches: Es parte patrimonial de Ocros, que existen restos antiguos y necesitan su cuidado e inventariar lo que queda hasta la fecha, sus piedras son casi talladas a la perfección, su visita es importante.
- Tucupahuain.
- Lucho pampa (pampa de venado).
- Punta de Puche (se observan vicuñas, patos silvestre,  perdiz, venado, vizcacha).
- Catarata de velo de la novia OSMA (puede ser visto del puente de dos ojos).
- Camino a Lacchaz y la acequia de pumapunco impresionante que riega los pastizales de Tarure y entre otras.

### Estampas costumbristas

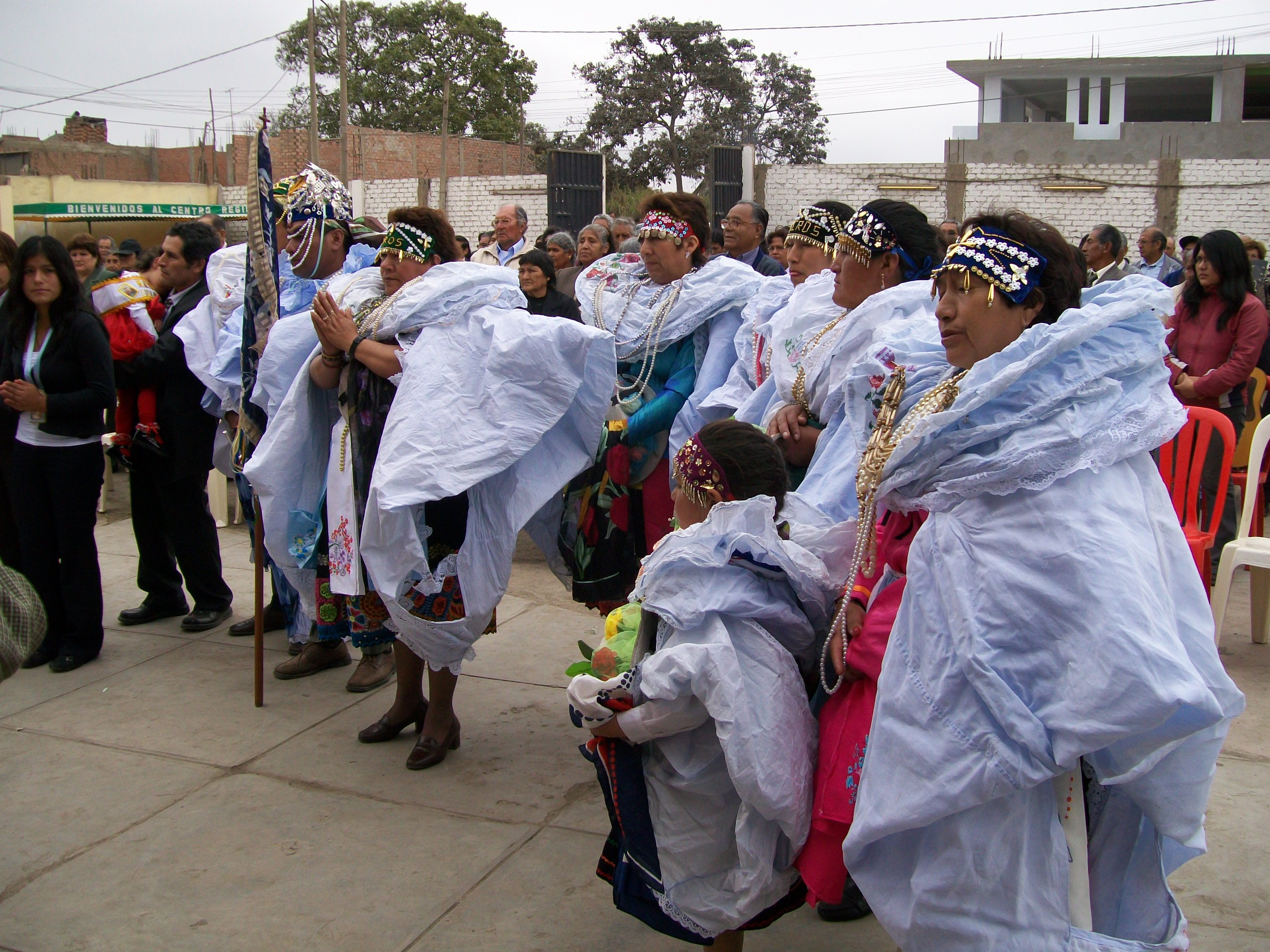
Fiesta Patronal de Ocros, Ancash.

- El capitán y acompañante (Uso de una espada, espuelas de plata y su banda de color predominante verde, guinda, sombrero con plumaje)
- El Rey Inca con sus pertenencias de plata y oro,  el protector del Inca Rumiñahui(sinchiruna), las pallas vestidas de sus remangas y el sargento.
- Los diablitos de Infiernillo y sus corta huarango.
- Los negritos y sus mudanzas
- Los danzantes en número 10 o 12 personas, lucen de una vestimenta elegante de un pantalón, una mascarilla de rostro, una corona de pluma de colores, cascabeles con sonido en la rodilla y en la canilla; un mazo especial en la mano, protagonistas Teodoro Ramírez, Pablito, Leyva, entre otros y su protagonista del bombo y su quena el Sr. Mañu Rímac residía en la zona de janqui.
- Las kiyayas (antipusha)llamadas "mujeres consagradas" generalmente bailaban las mujeres que habían venido de zona de Conchucos y residían en la zona de Ocros.

Religión
- En el distrito de Ocros, predomina la religión cristiana católica. Se estima que el 98% son católicos y el grupo de cristianos protestantes del distrito de Ocros es el 2% de la población total actualmente, antes por los años 1945 llegaba al 01%, con la familia Salinas.

- Semana Santa: La fe tiene su enorme significado cristiano para los católicos Ocrosinos, el Santo Sepulcro hace su recorrido en la calle principal de la ciudad, en cada esquina se observan los cuatro Santos Varones vestidos de blanco atentos para demostrar sus fuerzas en cada esquina, siempre encontramos el chinguirito, los acompañantes damas y caballeros con sus cirios paso a paso de la procesión,  se denomina el Vía Crucis con la pasión y muerte de Jesucristo, su encuentro en procesión de la Virgen María con Jesucristo resucitado para la Pascua de Resurrección.

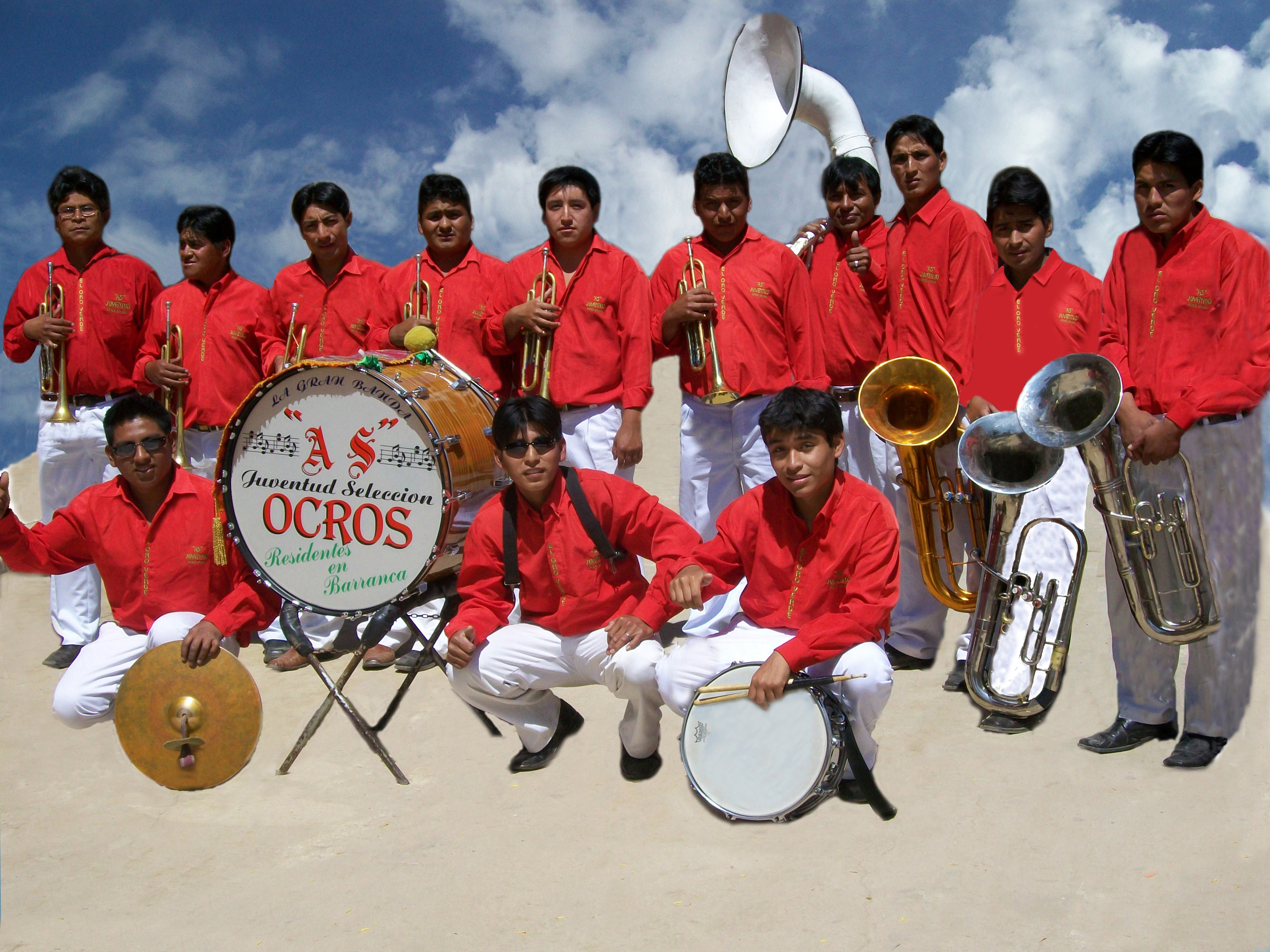
"Banda As" de Ocros, Perú.

#### Fiestas
Calendario festivo
| Días Festivos Oficiales en la Ciudad de Ocros |                                  |          |                                                     |  |
|                                               |                                  |          |                                                     |  |
| Fecha                                         | Nombre                           | Carácter | Concurrencia                                        |  |
| 1 de enero                                    | Año Nuevo                        | Nacional | Población general y visitantes                      |  |
| Marzo - abril                                 | Semana Santa, Domingo de Ramos   | Nacional | Población general y visitantes                      |  |
| 2.º domingo de mayo                           | Día de la Madre                  | Nacional | Población general, Centros Educativos y autoridades |  |
| 2.º domingo de junio                          | Día del Padre                    | Nacional | Población general, visitantes y población general   |  |
| 19 de junio                                   | Aniversario de la provincial     | Regional | Población general, Centros Educativos y autoridades |  |
| 28 de julio                                   | Día de la Independencia del Perú | Nacional | Población general, visitantes y población general   |  |
| 4 de agosto                                   | Patrón Santo Domingo de Guzmán   | Regional | Población general, centros Educativos y autoridades |  |
| 6 de octubre                                  | Patrona Virgen del Rosario       | Regional | Población general, centros Educativos y autoridades |  |
| 1 de noviembre                                | Día de los Santos                | Nacional | Población general y visitantes.                     |  |
| 25 de diciembre                               | Navidad                          | Nacional | Población general y visitantes.                     |  |

Artes vinculadas a la fiesta
- Música: es peculiar dentro de la fiesta patronal de Santo Domingo de Guzmán y la Virgen del Rosario, que expresan sus emociones con sentimiento de auténtica de expresión religiosa.

- Banda: es un conjunto musical compuesto por instrumentos de percusión y de viento, sus estilos que interpretan cumplen con un ordenamiento que debe ceñirse, según la fiesta y de las ceremonias en las festividades del pueblo de Ocros.

#### Gastronomía

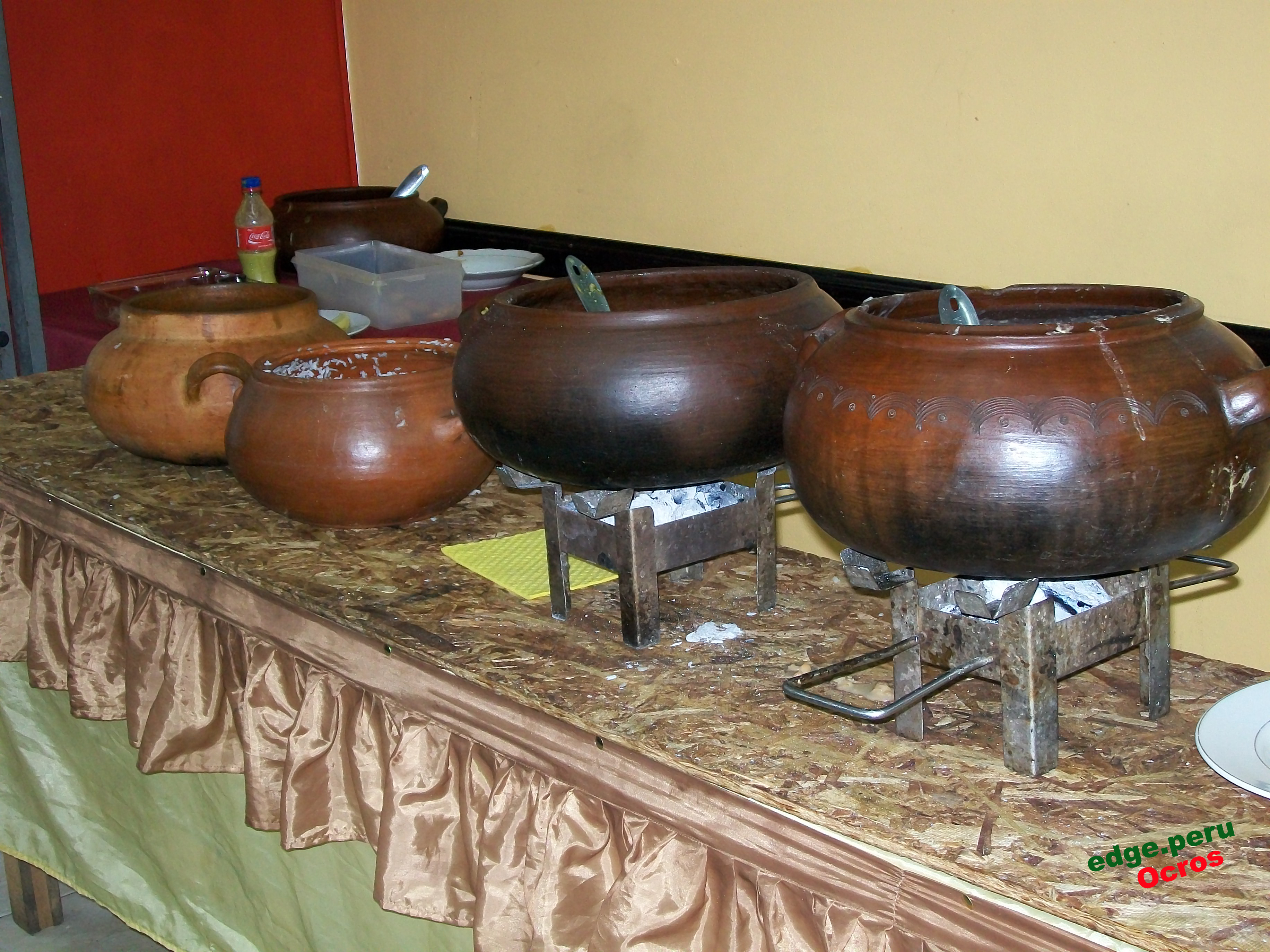
Ollas Ocrosina en Gastronomía.

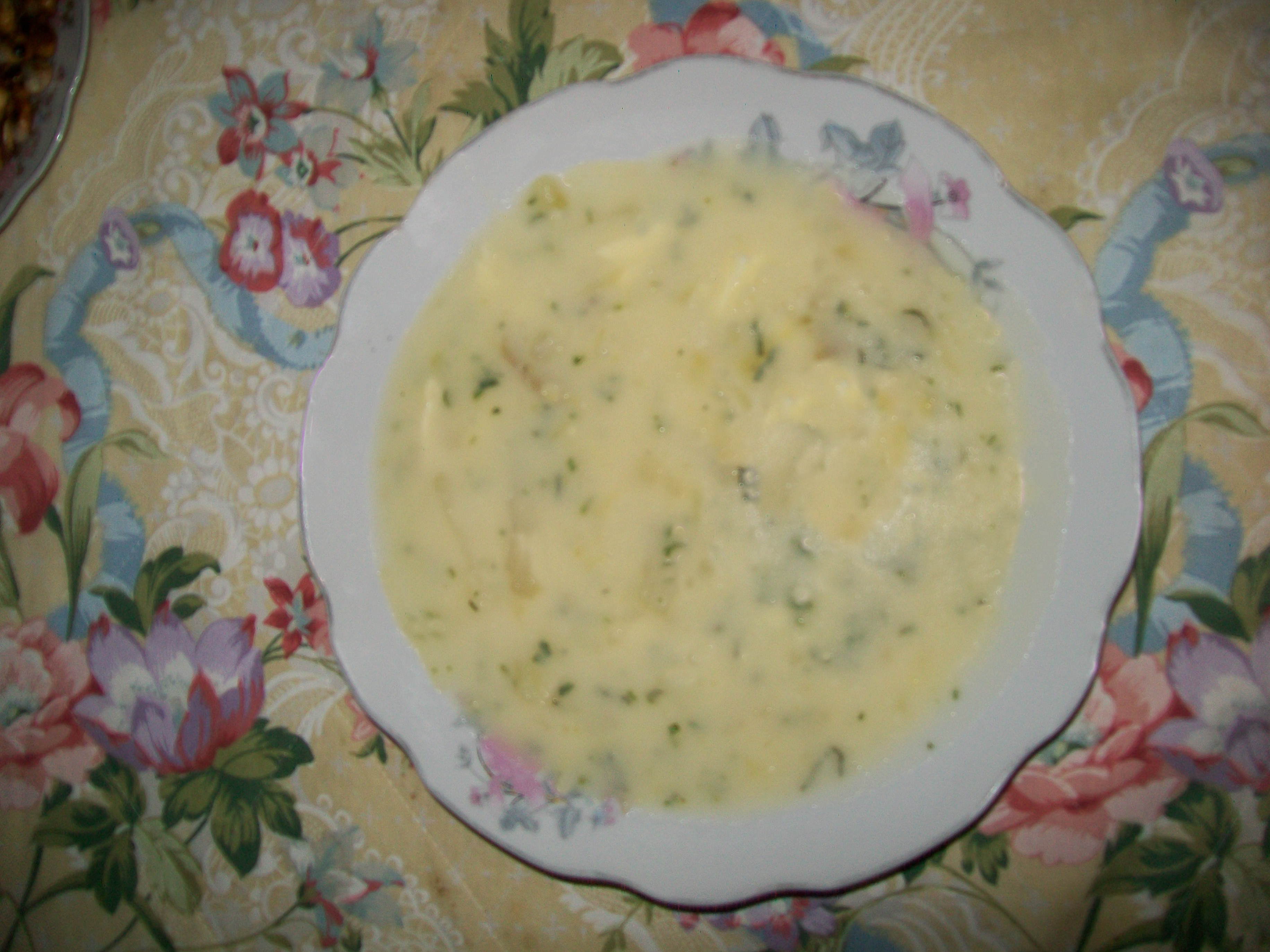
Papa Cashqui ocrosino (olluco, ushcupa, papa y muña).

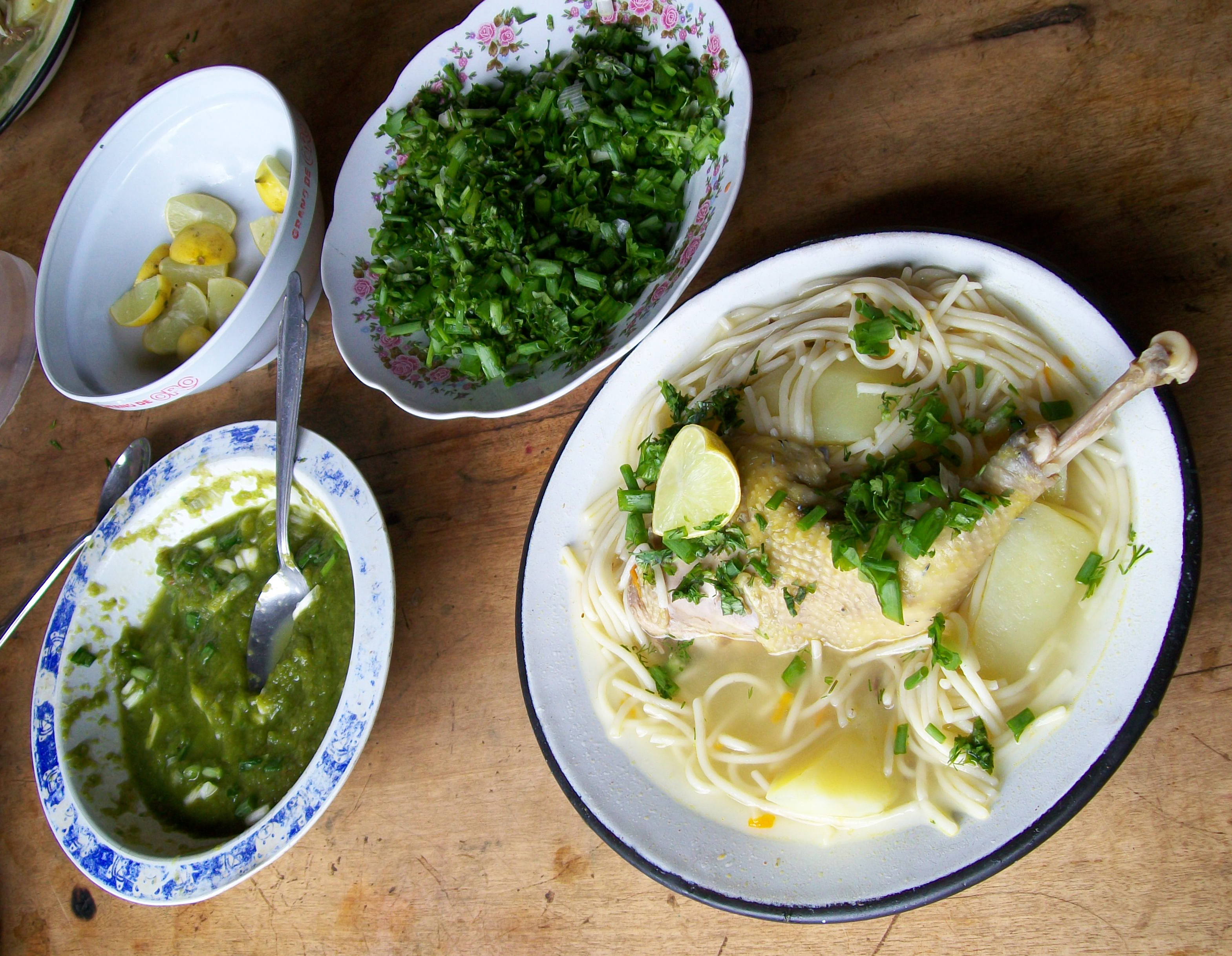
Caldo de gallina Ocrosina.

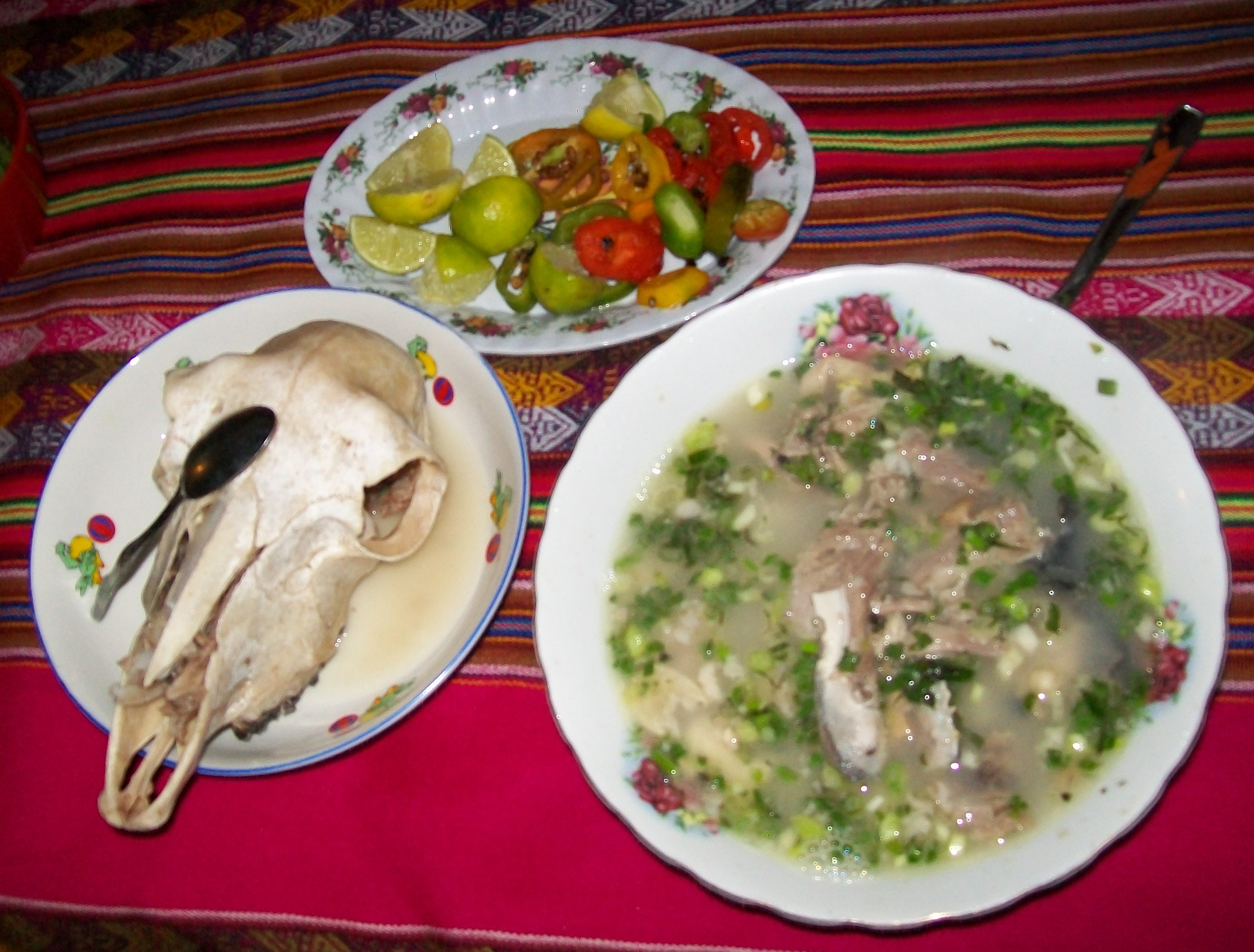
Caldo de Cabeza.

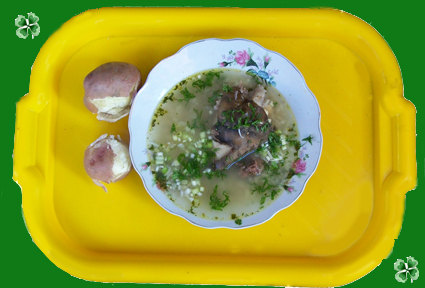
Caldo de Cabeza / Pejan Caldo Ocrosino.

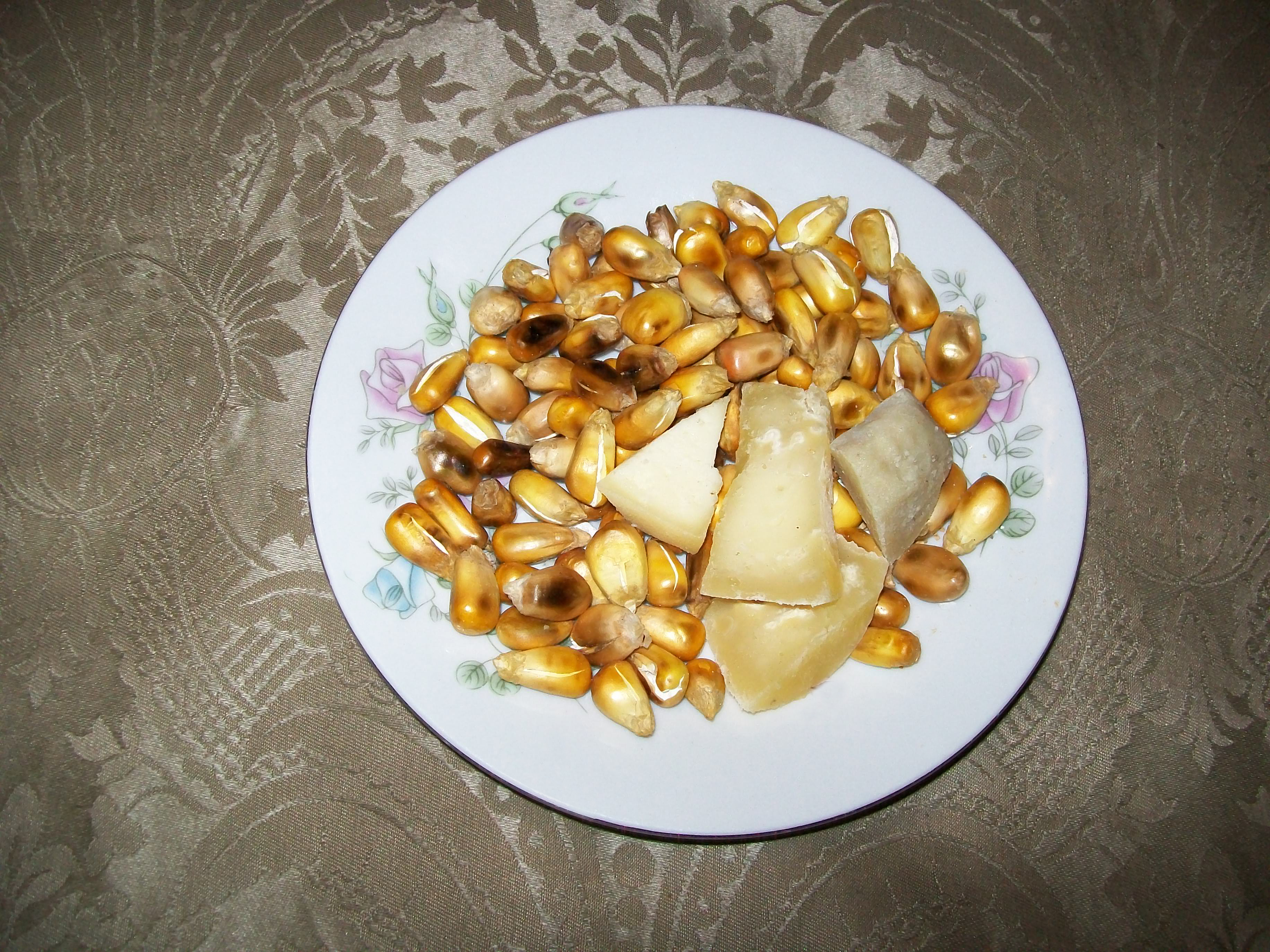
Cancha serrana de Ocros, Áncash.

- La gastronomía hoy en día se ha volcado en el reconocimiento social de los platos típicos en las recetas populares y tradicionales de nuestros pueblos (anexos / estancias) de Ocros, Pilluc, Pampa Laguna, Oncoy, Bellavista, Cashacoto, Lacchas(tierra de Tantacarhua), La Nueva Florida, Tararure, Rinconada, Soledad, Hierbabuena y Caracha. Fuente (Croquis Global de Ocros:Propiedad de la Comunidad Campesina Santo Domingo de Ocros 1986, Escala 1/250,00 y sello de la Presidencia Comunal).

- Son emblemas de nuestra cocina diferentes platos de peruanidad ocrosina y de nuestra milenaria Solanum tuberosum papa lucha, papa jalljahuarmi, papa sangre de venado, papa ucchupuro y entre otras, que está en los diversos platos en las fiestas patronales de agosto, octubre, Semana Santa, fiestas familiares y fiesta comunal de Lacchas.

Herencia culinaria
- Respecto a la herencia culinaria se ha trasmitido de generación en generación mediante recetas guardadas en cuadernos, que permanecieron por años como un secreto de las diferentes familias, esto se mostraba solo en las fiestas patronales de Santo Domingo y la virgen del Rosario.

- Tenemos vestigios que perduran en nuestra gastronomía llamado también comida típica en las fiestas tradicionales de agosto, octubre y en la Semana Santa de cada año, con una riqueza culinaria que están en el crisol del conocimiento en el uso de sus ollas de arcilla que fueron llevadas del pueblo de Copa y de Huaraz.

- Hoy en día es una mezcla de técnicas tradicionales peruanas con novedosas técnicas contemporáneas con el uso de la papa, del maíz mote, del maíz tostada llamada cancha, nuestra mazamorra de calabaza mezclada con harina, nuestra pachamanca, nuestra huatia de calabaza de Lacchas y muchas veces nuestra chicha, nuestro delicioso ponche, el chinguirito.

- Papa Cashqui Ocrosina. Es un plato emblemático tradicional de Ocros que se sirve en el desayuno, muy agradable apetecible y aromático por la planta de la muña, el huacatay, ruda hembra; papa, olluco, queso y leche que no debe faltar. Un ají verde entero. Es uno de los platos preferidos de los visitantes a Ocros y es la mejor carta de Ocros en las ferias reconocido en Ancash y a nivel nacional, el cashqui debe acompañarse con su canchita caliente y queso ocrosino.

Su receta es: Papas cortadas como para papas fritas, leche de vaca, olluco picado, hierbas(como la muña, ruda en pequeña cantidad) y sal al gusto. Acompañado de cancha, queso.
- Ensalada de palta Ocrosina. Es una ensalada tradicional de Ocros, se emplea la palta fuerte de la zona de Rinconada-Corte,Yerba Buena y Caracha. Se consume en el almuerzo en Rinconada, la Florida y Lacchas.

- Caldo de cabeza. La oveja de la familia Bovidae traída por los españoles al Perú, en Ocros tenemos la Raza de doble propósito Corriedale de consumo el caldo de cabeza de tradición de Oros, Pilluc, Los Ángeles, Oncoy, Lacchas, La Florida y Bellavista, desde épocas ancestrales, perduran, donde se usan los ingredientes de la zona, carne de ovino (oveja), lengua, ojo, tripa, papa pelada, sal al gusto, orégano, perejil, se sirve en un plato hondo. Ocros tiene inmensa variedad de ingredientes que existen en la zona andina el chincho, huacatay, orégano, muña, perejil, yerbabuena, menta, que permiten dar una culinaria diversa con tradiciones originales.

- Caldo estofado. Una de ellas son las más rescatable en las fiestas ceremoniales, patronales es el caldo estofado que se considera el plato culinaria del pueblo de Ocros, inicialmente solo era en la fiesta patronal de la Virgen del Rosario en octubre de cada año.

- Pachamanca tradicional. La pachamanca ocrosina está muy relacionada con lo ritual andino ancestral, muy conocida en tiempo de los Incas; en sus orígenes se usaba carne de llama, y de venado, acompañado de papa andina, oca, maíz choclo cocido bajo tierra entre piedras calientes con hierbas aromáticas como el chincho (traído de la zonas de chinches y el huacatay de los zona de ayar, ancapa, yanameco y urpish. Su preparado tiene un simbolismo muy arraigado en la cultura andina en la comunidad del pueblo de Ocros, tanto la pachamanca y las huatias de papa en piedras apropiadas en forma de pirámides huecas con las piedras de las pircas y se ponían las papas escogidas en la cosecha es típico de la zona de Oncoy (Ocros), pilluc, Bellavista. En la zona de Lacchas en pequeños hornos calientes colocaban calabazas maduras para lograr la huatia de calabaza para ser consumidas en las cosechas del maíz. Casi siempre lo relacionan a la madre tierra, que muchas veces adornaban el lugar de la pachamanca con una cruz sobre ella como un ritual religioso de este potaje ancestral andina donde su consumo hasta nuestros días son tan igual como fue.

- Caldo de gallina. Es un caldo tradicional de Ocros, desde épocas ancestrales, para darle el gusto agradable, con los ingredientes de la zona, carne de gallina de chacra o corral, con papa amarilla pelada, sal al gusto, cebolla china (tallos), apio, kion en rodaja, su rocoto en rodaja chica, limón en rodaja y se acompaña con un huevo sancochado y se sirve en un plato hondo (taypado para musiquero).

- Picante de cuy. El cuy (Cavia porcellus) es una Caviidae, especie nativa de los andes que tiene mucha utilidad para la alimentación que supera en proteínas del ave, vacuno, ovino y del porcino; el cuy es rico en proteínas (20.3%) y minerales (0.8%).

Es un plato emblemático de fondo en las fiestas patronales costumbristas, rico en proteínas, hoy está generalizada la crianza familiar ' en el país costa, sierra y selva del Perú. Su preparación de platos es muy variada: cuy con ají, cuy asado al horno, cuy chactado y especialmente cuy en braza con huatacay o chincho y exquisita según los pueblos andinos, siempre el cuy en la mesa andina está presente.
El secreto está en el aderezo (ajo, pimienta, sal, cominos) bañamos a la presa del cuy con este aderezo, para luego colocarlos al sartén o braza o al horno, la papa sancochada y cortamos en rodaja grande.
- Cancha serrana. El maíz  (Zea mays ) es una gramínea oriunda de América, conocida como maíz tostada de amplio consumo en las zonas andinas del Perú antiguo, llamada del quechua kancha o camcha es muy común su consumo como acompañamiento de las comidas o como aperitivo,  rico en vitaminas y minerales. Es agradable cuando es tostada de la variedad de maíz amiláceo que es suave y del maíz chulpi.

| Gastronomía y platos típicos del distrito de Ocros |                                        |                                    |                |  |
|                                                    |                                        |                                    |                |  |
| Carnes                                             | Plátos                                 | Postres                            | Bebidas        |  |
| Chicharrón                                         | Papa rellena, humita, tamal            | Alfafor, arroz con leche           | Pisco sour     |  |
| Charqui, anticucho                                 | Patasca, carapulca                     | Picarones, champús, tocush, huatia | chicha morada  |  |
| Picante de cuy(Cavia porcellus)                    | Paricaldo, caldo estofado              | Torta, mazamorra de calabaza       | Chicha de maní |  |
| Caldo de cabeza, caldo de gallina                  | Ají de gallina, locro                  | Mazamorra morada, frijol colado    | Chicha de jora |  |
| Pachamanca                                         | Locro, caski, chupe, Cebiche de trucha | Empanada, bizcochuelo              | Chinguirito.   |  |

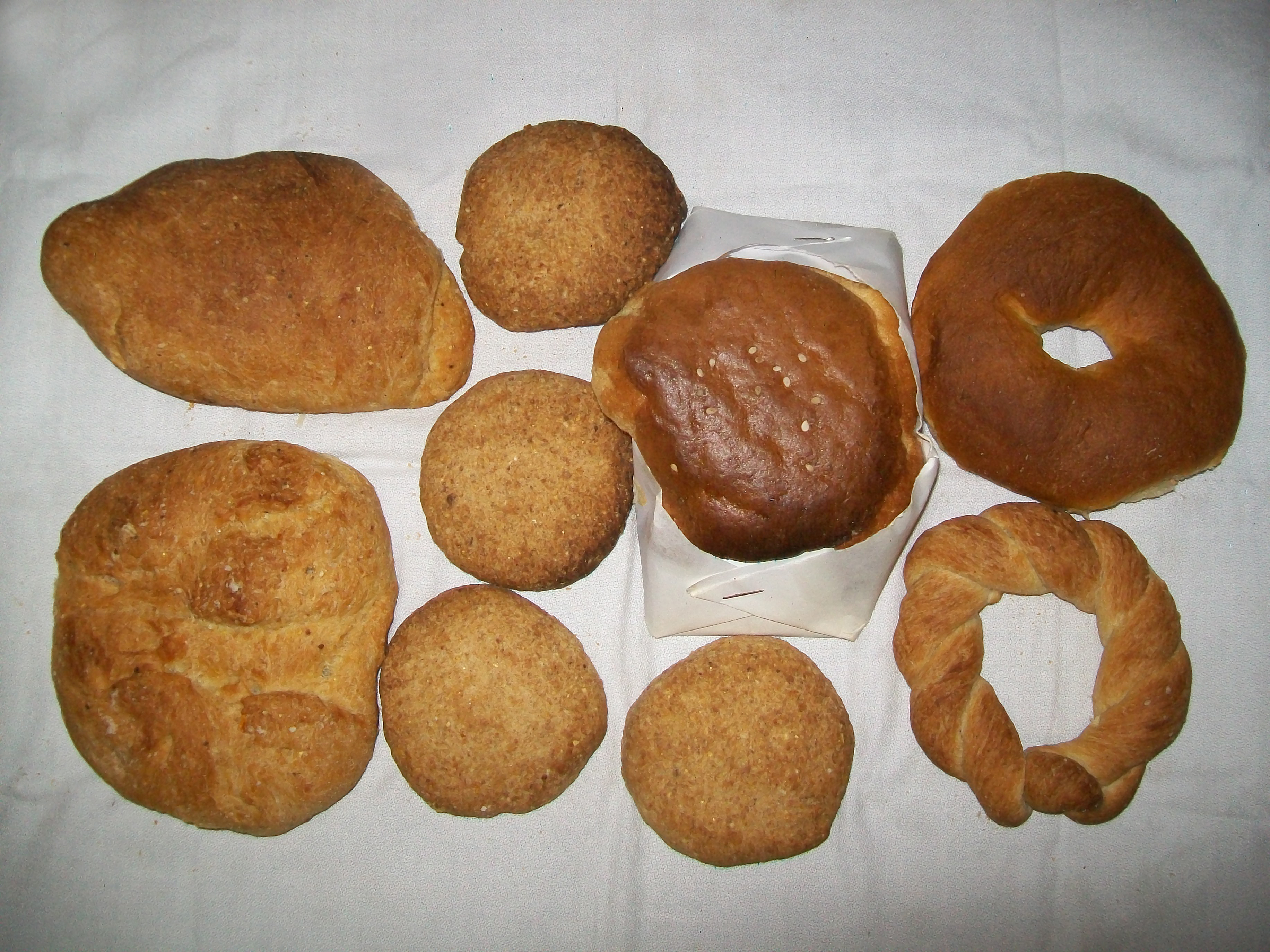
Tortitas agardables.
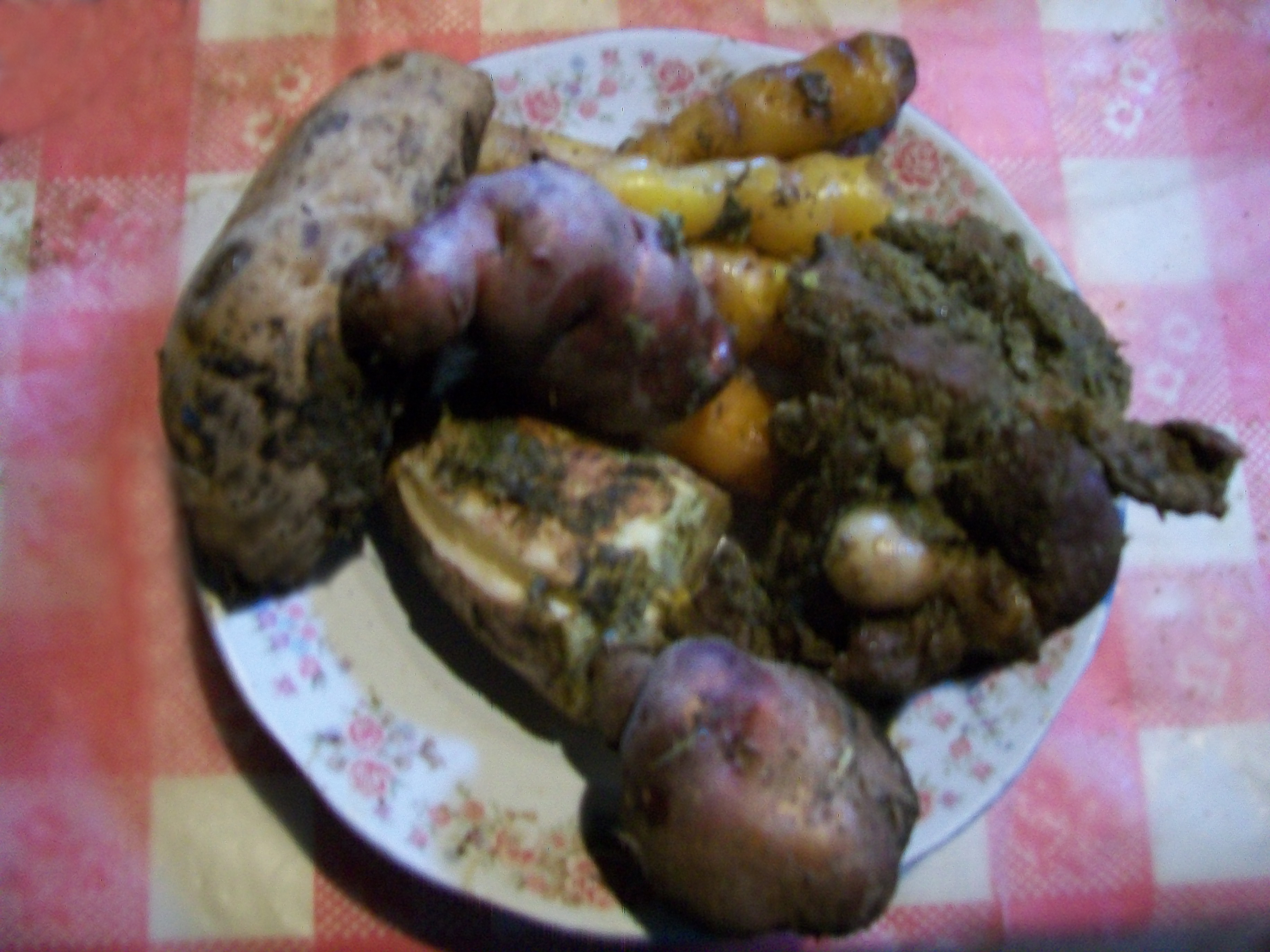
Pachamanca como potaje delicioso.
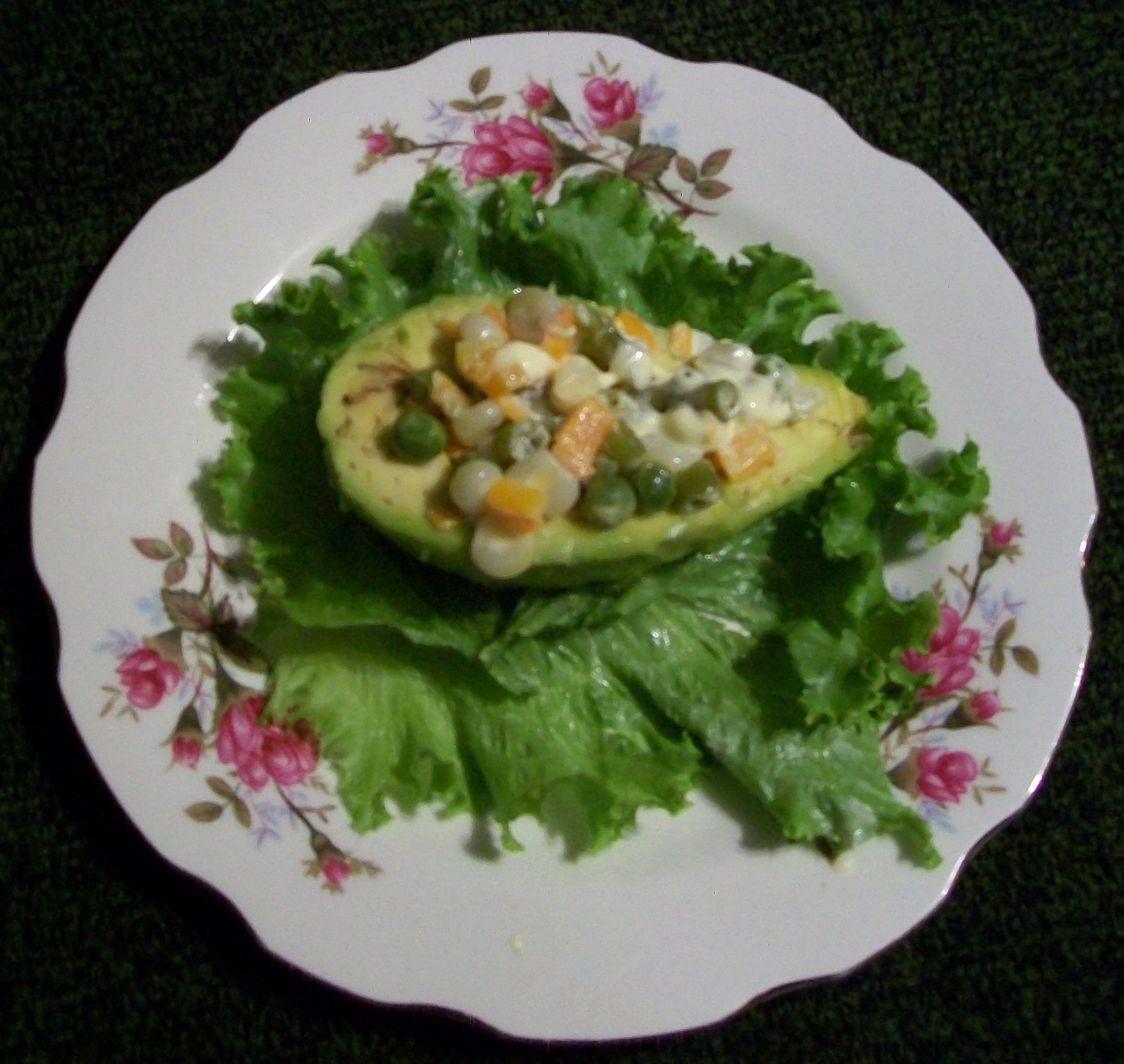
Ensalada de la palta fuerte. Palta
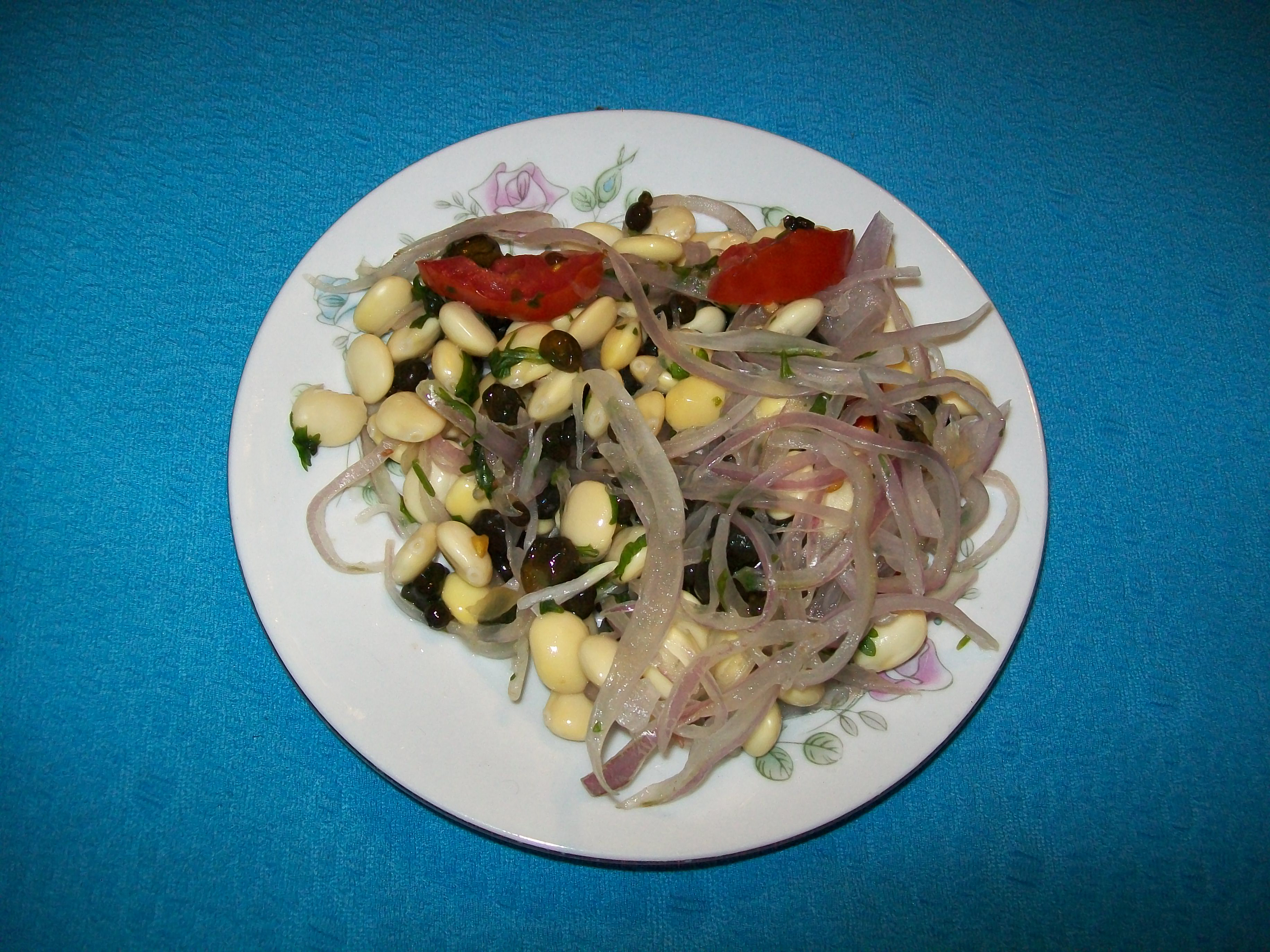
Ceviche de Chocho /tarwi. Lupinus mutabilis
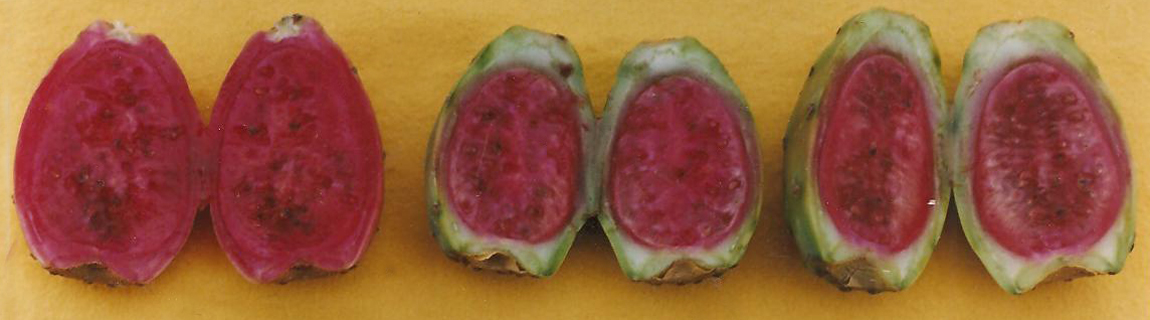
Fruto agradable de tuna morada. Opuntia ficus-indica

| Gastronomía y platos típicos del distrito de Ocros |                              |                            |                                 |  |
|                                                    |                              |                            |                                 |  |
| Entrada                                            | Sopas                        | Platos de fondo            | Postres y dulces                |  |
| Humita /tamales                                    | Papa Cashqui ocrosina        | Picante de cuy             | calabaza api                    |  |
| Papa con queso fresco                              | Huallpa casqui               | Carapulca                  | Mazamorra de calabaza de harina |  |
| Choclo Olluco Cashqui                              | Trucha con choclo sancochada | Chicharrón con mote        | Tocush api                      |  |
| Papa con queso y ensalda                           | Shacui de harina de habas    | Trucha con papa y cebolla. | Picarones.                      |  |
| Caldo estofado                                     | Pejan Caldo                  | Pachamanca tradicional     | Huatia de calabaza.             |  |

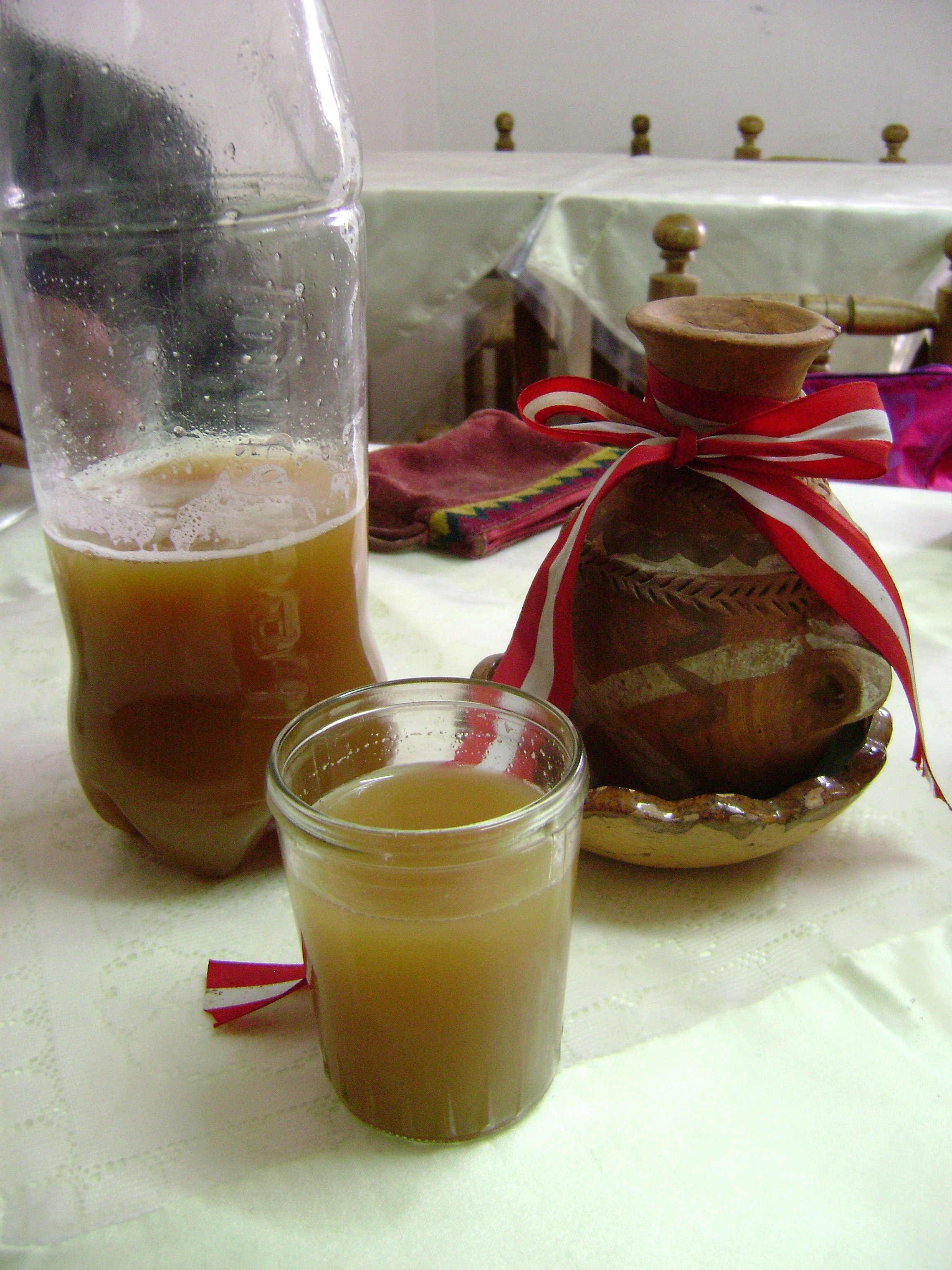
Chicha de jora
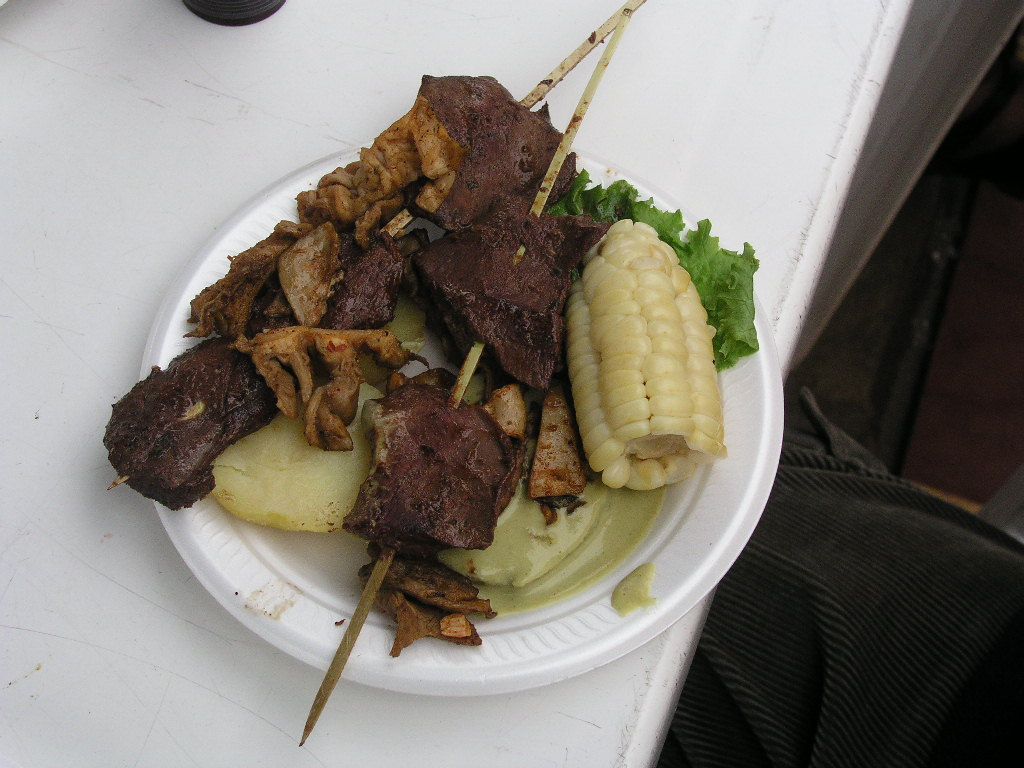
Anticucho
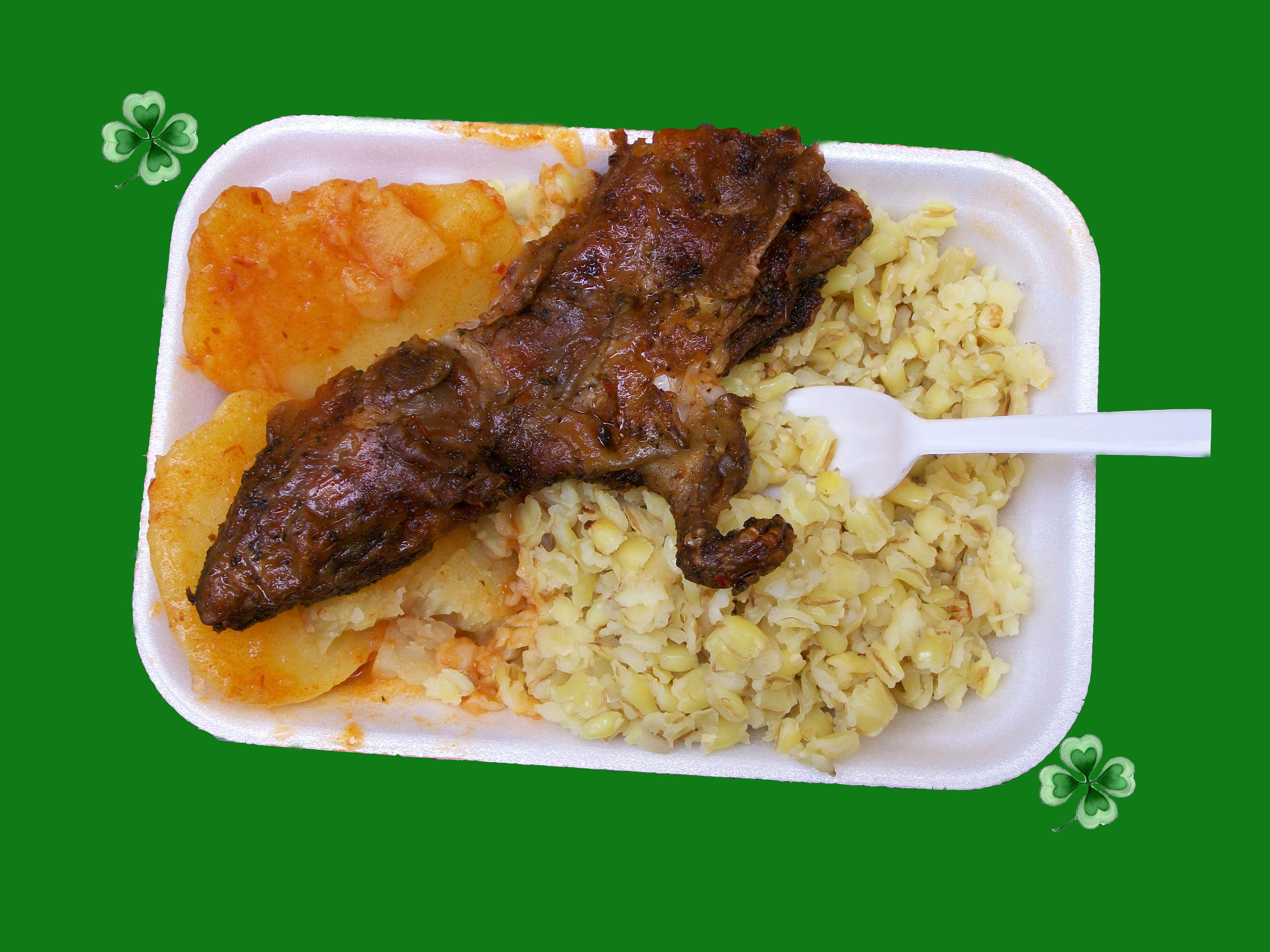
Un potaje del Cuy ocrosino Cavia porcellus
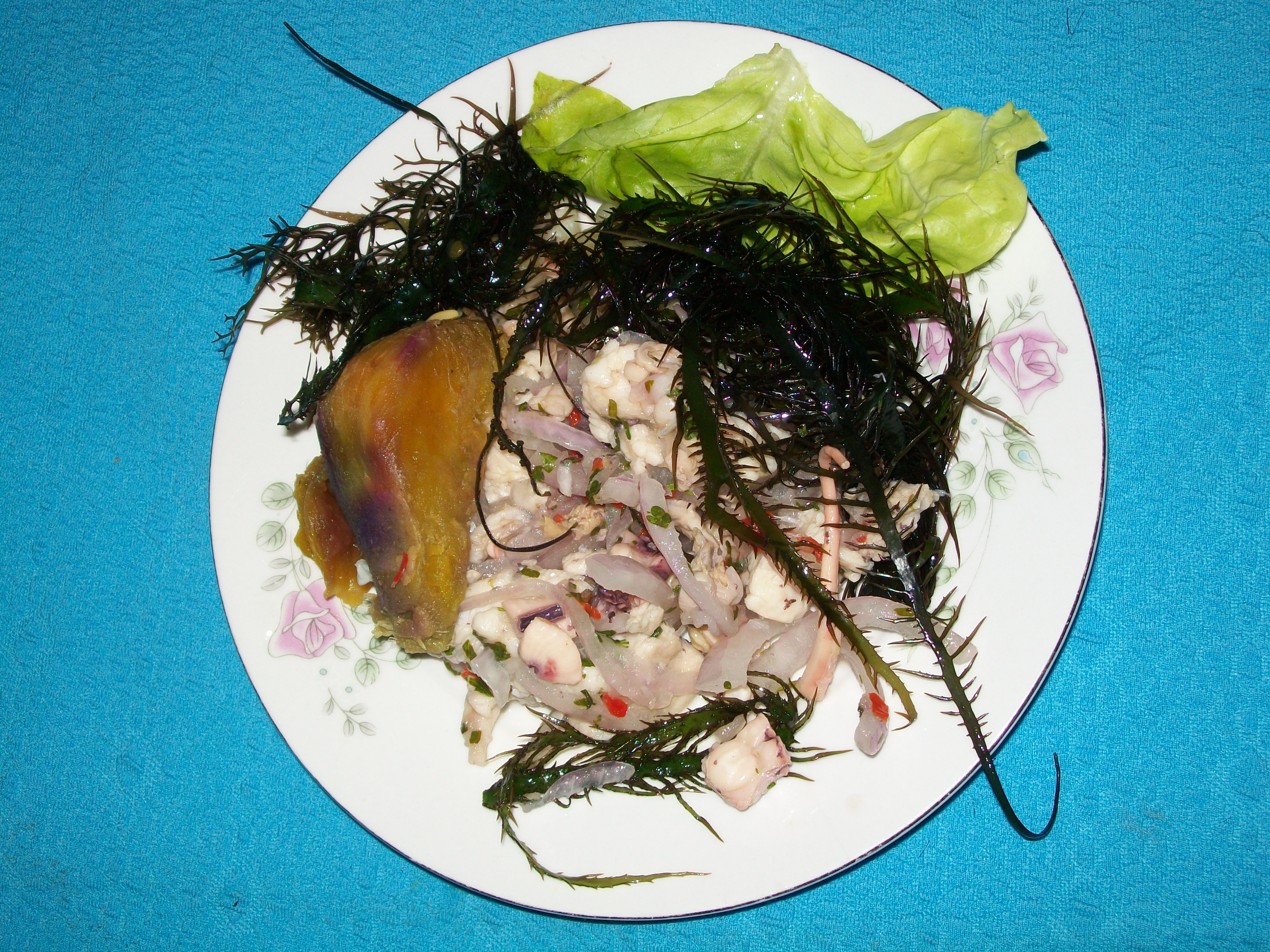
Un platito ocrosino Ceviche